# 宮崎県
宮崎県（みやざきけん）は、日本の九州地方に位置する県。県庁所在地は宮崎市。

## 地理・地域

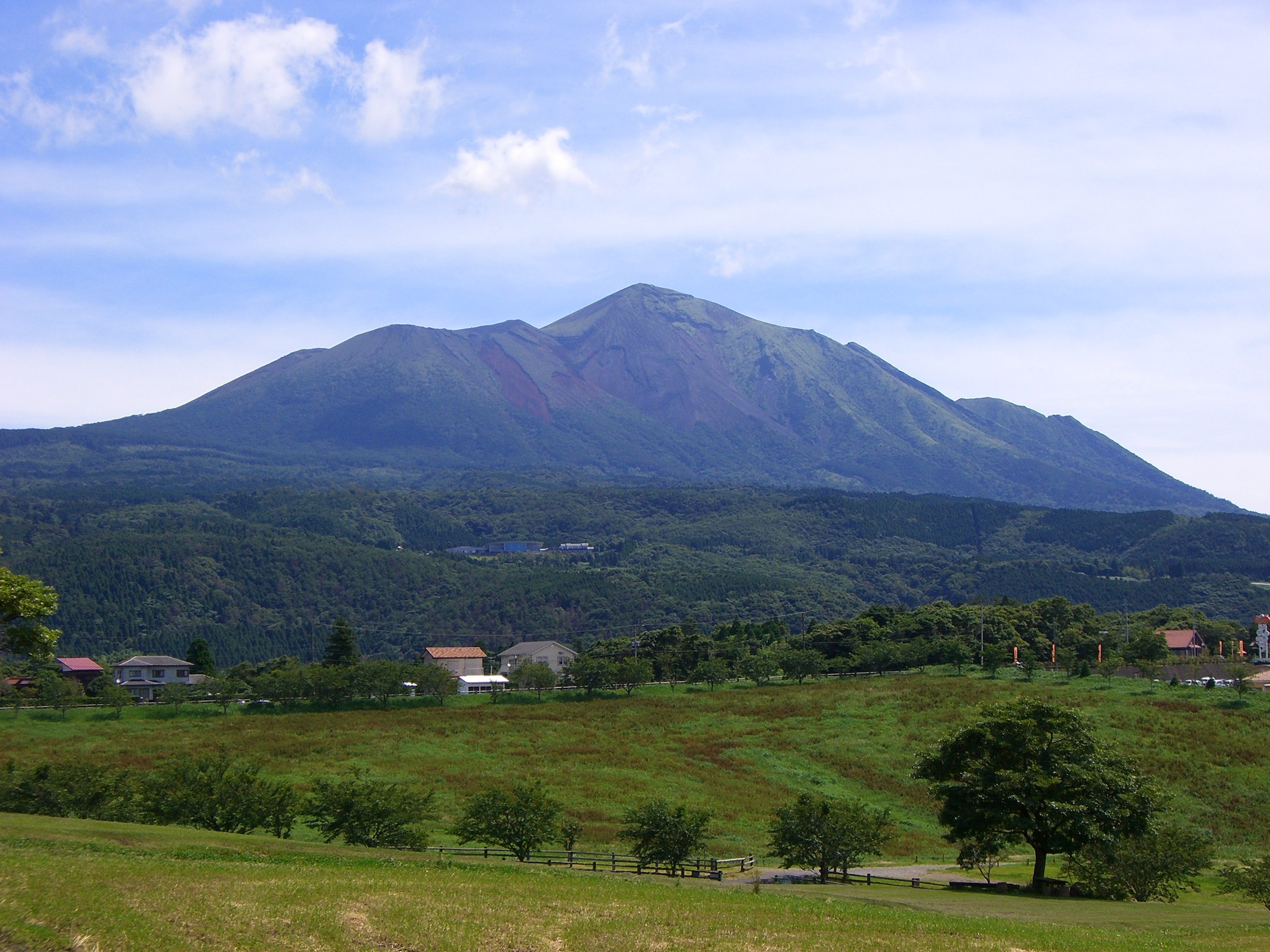
高千穂峰

宮崎県は九州の東南端を占め、東経130度42分から131度53分、北緯31度21分から32度50分の間に位置する。

### 地形
- 隣接都道府県: 大分県 - 熊本県 - 鹿児島県
- 主な山地: 九州山地、国見山地、鰐塚山地
- 主な山: 霧島山（韓国岳、新燃岳、高千穂峰など）、祖母山、傾山、国見岳、市房山、尾鈴山、鰐塚山
- 主な平野: 宮崎平野
- 主な盆地: 小林盆地、都城盆地、加久藤盆地
- 主な川: 五ヶ瀬川、五十鈴川、耳川、小丸川、一ツ瀬川、大淀川、広渡川、福島川
- 海域: 太平洋、フィリピン海、日向灘
- 主な岬: 都井岬、日向岬
- 主な台地: シラス台地
- 主な島: 島浦島、青島、大島、幸島、築島

### 自然公園
- 国立公園: 霧島錦江湾国立公園
- 国定公園: 日南海岸国定公園、祖母傾国定公園、日豊海岸国定公園、九州中央山地国定公園
- 県立自然公園: 祖母傾県立自然公園、尾鈴県立自然公園、西都原杉安峡県立自然公園、母智丘・関之尾県立自然公園、わにつか県立自然公園、矢岳高原県立自然公園

### 気候温度と降雨
全体的に日照時間・降水量ともに全国で上位で、特にえびの高原、鰐塚山の降水量は日本有数となっている。平野部での降雪・積雪は稀であり、宮崎市の気象台では初雪が観測されない年がある一方、九州山地では積雪する地域があり、日本最南端の天然スキー場もある。標高1150 mにあるえびの高原は九州屈指の寒冷地とされ、1968年2月26日にはマイナス20.2℃という九州地方における最低気温を記録している。夏は季節風の南東風により蒸し暑い状態が続くものの、海風であるためそれほど高温にはならない。むしろ九州山地などを吹き降ろす南西風が多くなる梅雨末期の方が高温である。台風銀座でもあるため、夏から秋にかけては台風が襲うが、台風本体が接近していない段階から湿った東風により長期間雨に見舞われることが多いためか、被害がさらに拡大することもある。冬は乾いた西風が卓越し、快晴の日が多い。国内で冬に多照となる地域では最も暖かいこの気候を利用し、スポーツチームのキャンプやゴルフ客が多数訪れる。日向市以南の日向灘沿岸には無霜地帯が存在する。
| 平年値 （月単位） | 平年値 （月単位） | 北部沿岸部    | 北部沿岸部    | 北部沿岸部    | 北部沿岸部    | 北部沿岸部    | 北部内陸部    | 北部内陸部    | 北部内陸部    | 北部内陸部    | 南部沿岸部    | 南部沿岸部  | 南部沿岸部    | 南部沿岸部    | 南部沿岸部    | 南部内陸部    | 南部内陸部 | 南部内陸部      |
| 平年値 （月単位） | 平年値 （月単位） | 延岡市 古江   | 延岡          | 日向          | 高鍋          | 西都          | 高千穂        | 五ヶ瀬町 鞍岡 | 美郷町 神門   | 西米良        | 宮崎          | 宮崎市 赤江 | 宮崎市 青島   | 日南市 油津   | 串間          | 都城          | 小林       | えびの市 加久藤 |
| ----------------- | ----------------- | ------------- | ------------- | ------------- | ------------- | ------------- | ------------- | ------------- | ------------- | ------------- | ------------- | ----------- | ------------- | ------------- | ------------- | ------------- | ---------- | --------------- |
| 平均 気温 (°C)    | 最暖月            | 26.7 （8月）  | 26.4 （8月）  | 26.7 （8月）  | 26.8 （8月）  | 27.0 （8月）  | 24.7 （8月）  | 22.8 （8月）  | 24.8 （8月）  | 24.9 （8月）  | 27.0 （8月）  |             | 26.7 （8月）  | 27.2 （8月）  | 26.7 （8月）  | 26.3 （8月）  |            | 25.6 （8月）    |
| 平均 気温 (°C)    | 最寒月            | 7.3 （1月）   | 6.5 （1月）   | 7.0 （1月）   | 7.2 （1月）   | 6.7 （1月）   | 3.6 （1月）   | 1.6 （1月）   | 3.4 （1月）   | 4.6 （1月）   | 7.6 （1月）   |             | 8.1 （1月）   | 8.5 （1月）   | 7.5 （1月）   | 5.6 （1月）   |            | 4.7 （1月）     |
| 降水量 (mm)       | 最多月            | 369.6 （6月） | 374.0 （6月） | 375.9 （6月） | 406.6 （6月） | 437.8 （6月） | 402.0 （7月） | 408.5 （6月） | 566.7 （8月） | 506.8 （6月） | 315.8 （6月） |             | 457.6 （6月） | 449.7 （6月） | 382.0 （6月） | 455.1 （6月） |            | 539.2 （6月）   |
| 降水量 (mm)       | 最少月            | 34.5 （12月） | 40.8 （12月） | 45.0 （12月） | 37.5 （12月） | 42.0 （12月） | 36.0 （12月） | 66.2 （12月） | 40.8 （12月） | 50.2 （12月） | 51.8 （12月） |             | 53.6 （12月） | 63.7 （12月） | 52.3 （12月） | 51.1 （12月） |            | 49.9 （12月）   |

### 自治体

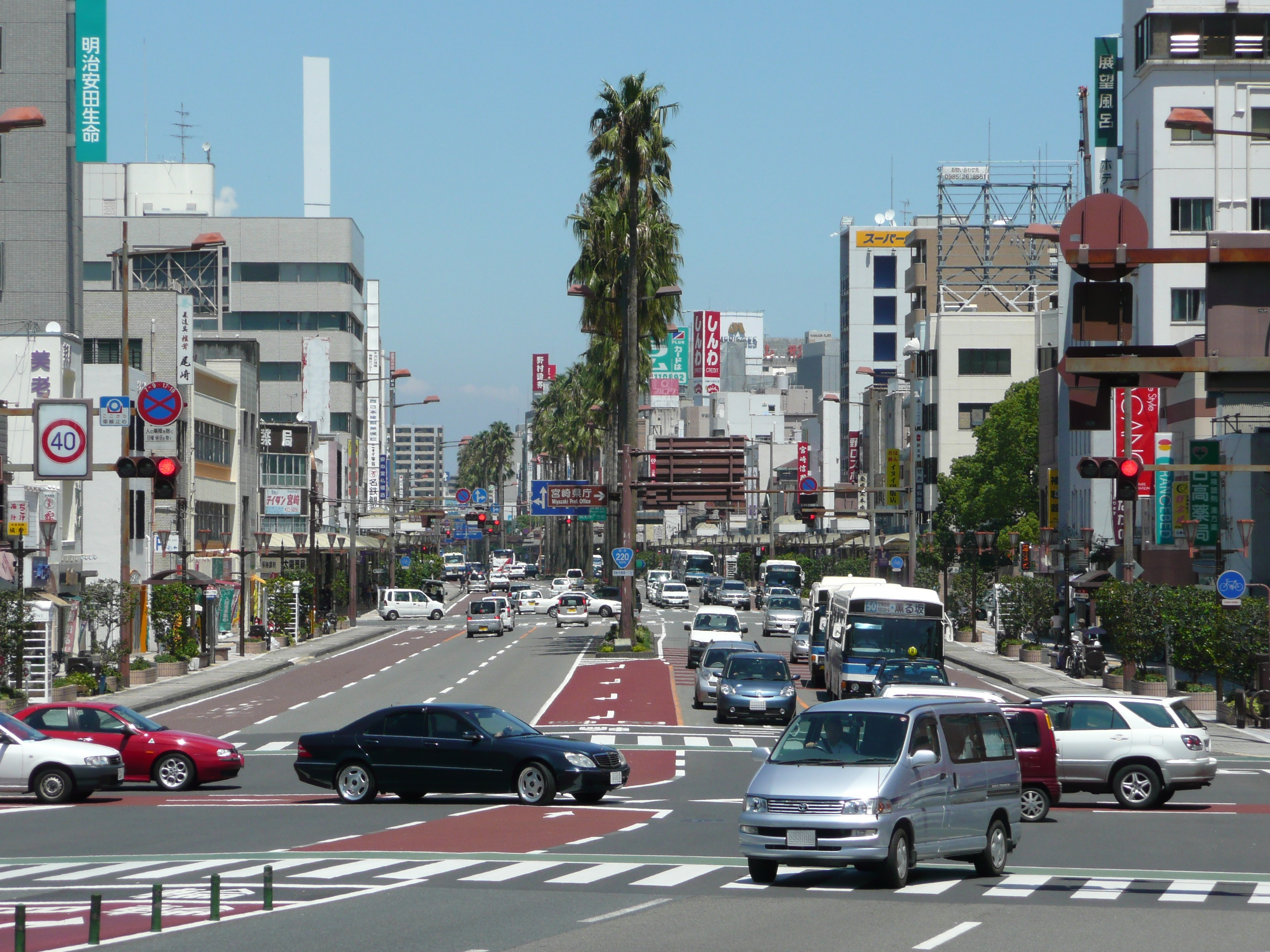
宮崎市橘通

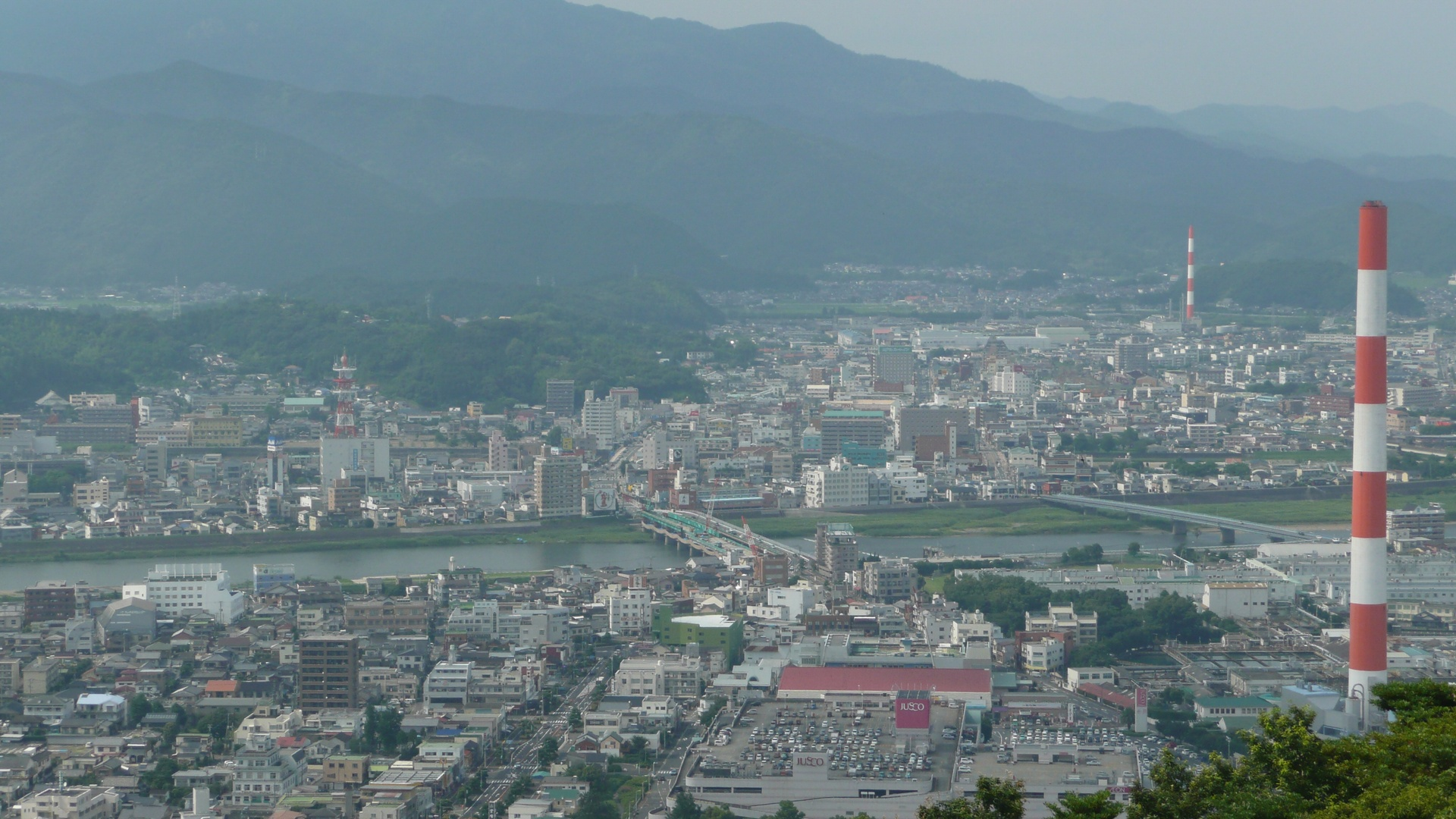
延岡市街地

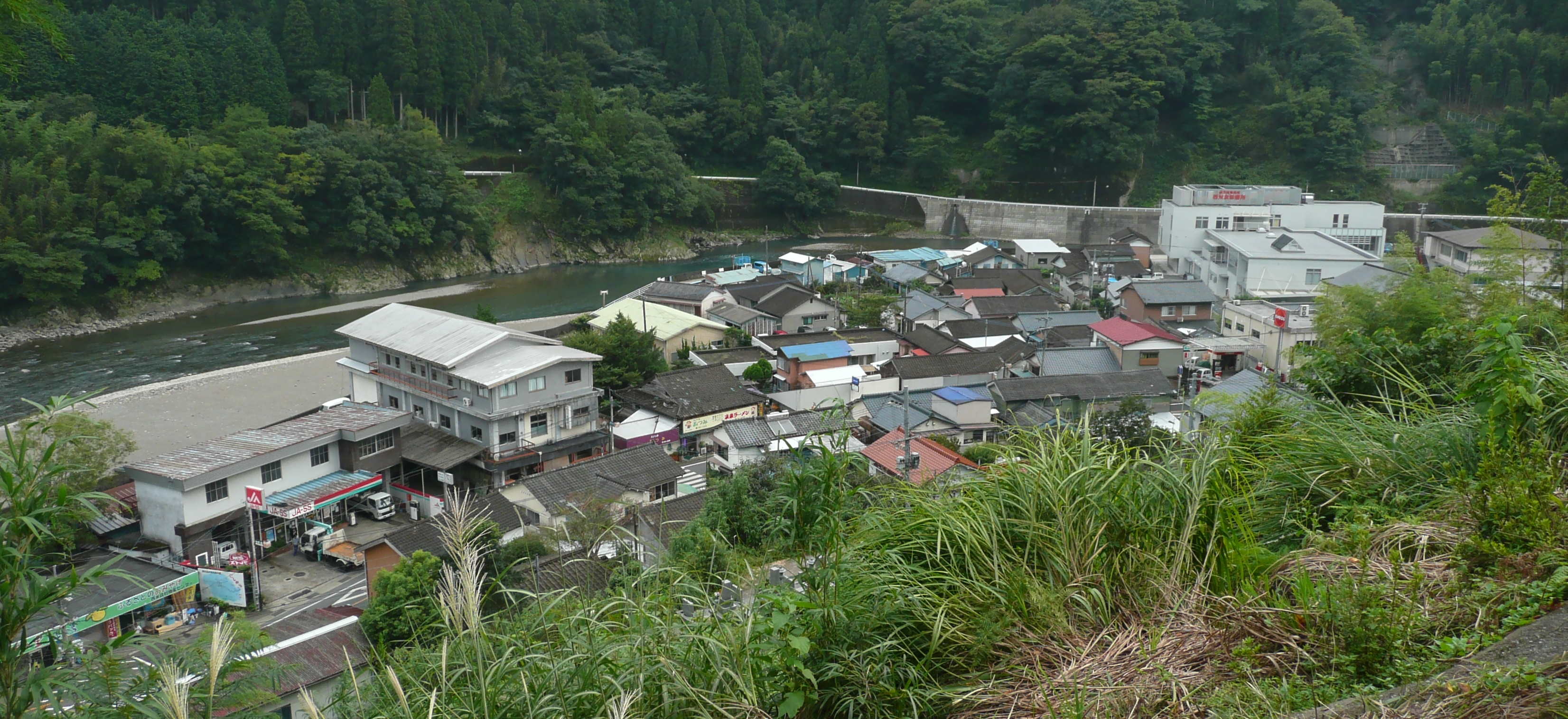
西米良村村所

県北、県央、県西、県南の4地域に以下の9市6郡14町3村がある。宮崎県では、町はすべて「ちょう」、村はすべて「そん」と読む。★は出先機関の県税・総務事務所が所在する自治体。
県北
- 延岡市★
- 日向市★
- 東臼杵郡
  - 門川町 - 諸塚村 - 椎葉村 - 美郷町

- 西臼杵郡（西臼杵支庁を設置）
  - 高千穂町 - 日之影町 - 五ヶ瀬町

県央
- 宮崎市（県庁所在地）★
- 西都市
- 東諸県郡
  - 国富町 - 綾町

- 児湯郡
  - 高鍋町★ - 新富町 - 西米良村 - 木城町 - 川南町 - 都農町

県西
- 都城市★
- 小林市★
- えびの市
- 北諸県郡
  - 三股町

- 西諸県郡
  - 高原町

県南
- 日南市★
- 串間市

### 合併済みの市町村
平成の大合併
平成の大合併では以下の各市町村が合併し、南那珂郡、宮崎郡が消滅した。
- 田野町・佐土原町・高岡町を宮崎市へ編入（2006年1月1日）
- 都城市・山之口町・高城町・山田町・高崎町→都城市（2006年1月1日） ※新市制
- 南郷村・西郷村・北郷村→美郷町（2006年1月1日）
- 北方町・北浦町を延岡市へ編入（2006年2月20日）
- 東郷町を日向市へ編入（2006年2月25日）
- 小林市・須木村→小林市（2006年3月20日） ※新市制
- 北川町を延岡市へ編入（2007年3月31日）
- 日南市・北郷町・南郷町→日南市（2009年3月30日） ※新市制
- 清武町を宮崎市へ編入（2010年3月23日）
- 野尻町を小林市へ編入（2010年3月23日）

宮崎県では、平成の大合併で周辺町村との新設合併（対等合併）を行った都城市・小林市・日南市の3市はいずれも市名を継承したため、平成の大合併で新名称の市は誕生していない。なお、宮崎県以外に平成の大合併で新しい名称の市が誕生しなかった都道府県は、編入合併のみで新設合併のなかった大阪府と神奈川県のほか、山形県、鳥取県の各府県である。

## 歴史
宮崎県に人々が住み始めたのは、中期旧石器時代の終わりごろの約5万年前ごろからである。遺跡としては、西臼杵郡日之影町の出羽（いずるは）洞窟と児湯郡川南町の後牟田（うしろむた）遺跡が発掘されており、前者からは片刃・両刃の礫器、後者からは集石遺構・斜軸尖頭器・鋸歯縁（きょしえん）石器（約5万年前と推定）が出土している。

### 神話
『古事記』に「竺紫（つくし）の日向の高千穂のくじふる嶺に天降りまさしめき」とあり、天照大神の孫の邇邇藝命（ににぎのみこと）が降り立った国（天孫降臨神話）。この神の孫である山幸彦と海幸彦の争い（山幸彦と海幸彦神話）、さらに、山幸彦の孫であるカムヤマトイワレヒコが、東征して大和橿原宮にて、天皇に即位し初代天皇神武天皇となった（神武東征神話）などの神話（日向神話）がある。

### 廃藩置県前
令制国における宮崎県の領域は、日向国（ただし、薩摩国および大隅国の分立後）とほぼ一致するため、廃藩置県以前の歴史は「日向国の歴史」にて記述。

### 廃藩置県以降
廃藩置県当初（1871年）、現在の宮崎県域には飫肥県・延岡県・高鍋県・佐土原県・鹿児島県・人吉県が設置されるが、1871年の府県合併によって美々津県・都城県に再編。その後1873年に旧日向国の領域をもって宮崎県が設置された（初期宮崎県と呼称される）。県政のため、県庁を県の中央部に設置する必要が認められた結果、当時は寒村であった宮崎郡上別府村（現在地）に県庁が移された。1876年8月21日に宮崎県は鹿児島県に合併され、宮崎県庁は支庁へ格下げされた。
- 1873年1月15日 - 美々津県と都城県の東半分が合併し、ほぼ旧日向国の領域に宮崎県が置かれる。県名は、県庁の置かれた宮崎郡による。
- 1876年8月21日 - 宮崎県が鹿児島県に合併され、宮崎支庁が置かれる。
- 1877年 - 西南戦争により当時鹿児島県であった宮崎県域も戦場となり荒廃する。
  - 戦後、鹿児島県が薩摩・大隅地域の復興を優先し日向地域（宮崎県域）の復興を蔑ろにした為、日向国民（宮崎県民）の鹿児島県に対する不信・反感が勃発し、宮崎県再置（分県運動）の一因となった。
- 1879年 - 宮崎支庁管内に宮崎、那珂、児湯、臼杵、諸県の五郡が置かれ、宮崎支庁が廃止される。郡役所は、宮崎と那珂は上別府（宮崎支庁の位置）、児湯は高鍋、臼杵は岡富（現在の延岡市）、諸県は上長飯（現在の都城市）に置かれる[4]。
- 1881年 - 児湯郡役所を廃止し、宮崎郡役所へ統合[4]。

### 宮崎県再置

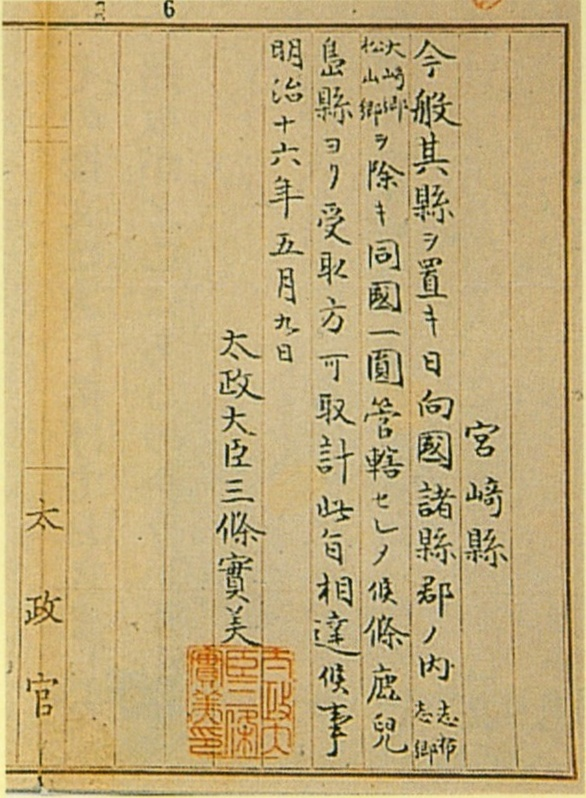
分県の太政官達示

1883年5月9日 - 飫肥藩士の川越進 らによる分県運動の結果、日向国のうち志布志郷・松山郷・大崎郷 を除いた地域をもって、国より再置県が認められ分県が成立した（宮崎県再置）。なお、同日に富山県・佐賀県も再置されている（「明治16年太政官布告第15号 富山佐賀宮崎三縣設置」参照）。
分県運動は西南戦争の旧薩摩藩士族側の敗北により、鹿児島県および宮崎支庁での旧薩摩藩士族の影響が少なくなった時点で「鹿児島県所属のままでは、日向国の発展は望まれない」との認識が背景に興り、1880年に徳島県が高知県から分離したことで活発になる。旧薩摩藩領であり、当時日向国最大の都市であった都城が「表立っての賛成はできないが、運動に反対しない」との立場を採ったことは分県運動への大きな弾みとなった。
1882年に宮崎県再置の案が鹿児島県会に提出されたがこのときは否決。川越進が県議会議長となった後、1883年3月の県議会で再度案は提出され可決し、5月9日に太政官達示により宮崎県再置が成立した。
江戸時代の日向国は複数の藩（飫肥藩・延岡藩・高鍋藩・佐土原藩・薩摩藩）が分立していた。この為住民の「日向国」としての意識はやや希薄になっており、宮崎県再置の為の鹿児島県からの分県運動は、日向国民（宮崎県民）として一体となって行動した初めての出来事でもあった。当時の日向は薩摩よりも人口密度が低く、県庁が遠い為に何かにつけ不便であった。分県運動が最高潮となった1881年は、金融が逼迫し、自由民権運動も盛んだった時期で、鹿児島県による宮崎支庁への支出が徴収される地方税よりも少ないという悲憤もあった。一方の薩摩側は当初分離に反対の意向を示していたが、分離した方が財政上有利になるとして、分離を受け入れることになった。

### 宮崎県再置後
- 1884年 - 九郡・八郡役所設置（宮崎郡、南那珂郡、北那珂郡、児湯郡、東臼杵郡、西臼杵郡、東諸県郡、西諸県郡、北諸県郡。宮崎郡と北那珂郡は同一の郡役所）
- 1888年 - 陸軍宮崎大隊区設置。
- 1889年 - 町村制実施され、5町（宮崎、油津、細島、延岡、都城）95村に統合される。
　宮崎大隊区を宮崎連隊区に改組。
- 1907年 - 黒北発電所の完成により商用電力供給開始。
　宮崎連隊区を都城連隊区に改称し、都城に連隊区司令部を建設。
- 1909年 - 都城に熊本から陸軍歩兵第64連隊転営。
- 1912年 - 宮崎県き章を制定[10]
- 1913年 - 国鉄宮崎線（現吉都線）都城まで開通。宮崎県営鉄道（妻線・飫肥線）および宮崎軽便鉄道（後の日南線）営業開始
- 1916年 - 国鉄宮崎線 宮崎まで開通
- 1917年 - 宮崎県営鉄道（妻線）国有化
- 1923年 - 日本窒素肥料（現・チッソ）延岡工場開業（旭化成の前身）。日豊本線開通。
- 1924年 - 宮崎市および都城市、市制施行
- 1925年 - 宇垣軍縮により歩兵第64連隊は廃止され、代わって熊本から陸軍歩兵第23連隊転営。
- 1926年 - 岩切章太郎、宮崎交通の前身である宮崎市街自動車を設立
- 1932年 - 宮崎県庁本館（宮崎県庁舎）竣工
- 1934年 - 霧島国立公園指定
- 1935年 - 宮崎県営鉄道（飫肥線）国有化。国鉄日ノ影線（後の高千穂鉄道高千穂線）開業
- 1935年 - 11月に県内および鹿児島県内で陸軍特別大演習。演習に参加した昭和天皇が県内を行幸[11]。
- 1938年 - 12月の県議会で公娼廃止の決議。翌年、芸妓置屋取締り規則が施行され公娼が廃止[12]。
- 1939年 - 「こどものくに」開園
- 1939年 - 10月16日に台風が接近。死者・行方不明者44人[13]。
- 1940年 - 皇紀2600年に伴う紀元二千六百年記念行事を実施。宮崎神宮の拡張や八紘之基柱（あめつちのもとはしら、現・平和台公園）が整備される。八紘之基柱の完成日となった11月25日に日向日日新聞（現・宮崎日日新聞）が創刊。このころは「聖地」として宮崎を宣伝していた[14]。
- 1943年 - 戦時企業統合政策により宮崎鉄道・宮崎バス・都城自動車が合併、宮崎交通1社となる

### 第二次世界大戦後
- 1947年 - 第1回民選知事選挙、安中忠雄が初代民選知事（-1951年）として選出される。
- 1949年 - 宮崎大学設立
- 1949年 - 6月4日から6月7日にかけて昭和天皇の戦後巡幸[15]。
- 1951年 - 第2回知事選挙、田中長茂が知事に選出される（-1955年）。
- 1954年 - 宮崎空港開港。隣接して航空大学校が運輸省の附属機関として開校。
- 1955年 - 第3回知事選挙、二見甚郷が知事に選出される（-1959年）。
- 1959年 - 第4回知事選挙、黒木博が知事に選出される。以降、6回連続当選を果たし1979年まで、20年間の長期にわたり知事職を務める。
- 1960年 - 島津久永・貴子夫妻新婚旅行。このころ、観光宮崎ブーム。
- 1964年 - 宮崎県再置80年を記念して宮崎県旗、県の花としてハマユウ、県の鳥としてコシジロヤマドリを制定[10][16]
- 1965年 - NHKの連続テレビ小説第5作で放映された川端康成原作の『たまゆら』で、橘公園や青島、こどものくになどが紹介され、観光宮崎が広く行き渡る。
- 1966年 - 県の木としてフェニックスを制定[10][16]。
- 1968年 - えびの地震
- 1973年 - 小林市霧島山麓夷守台にて全国植樹祭開催
- 1974年 - 宮崎医科大学（現・宮崎大学医学部）設立
- 1975年 - 日本最初のサファリパーク『宮崎サファリパーク』開園（1986年閉園）
- 1975年 - 当時、地場資本最大の百貨店であった橘百貨店倒産（後にジャスコの資本が入り再建、現・ボンベルタ橘）
- 1976年 - 九州縦貫自動車道えびのIC・高原IC間開通
- 1979年 - 当時の現職知事である黒木博が受託収賄の疑いで逮捕され辞職（後に無罪確定）。出直し知事選で松形祐堯が選出され、黒木同様2003年までの、6期24年という長期県政を維持する。
- 1979年 - 第34回国民体育大会『日本のふるさと宮崎国体』開催。
- 1981年 - 九州縦貫自動車道（宮崎自動車道）宮崎市まで全通。
- 1986年 - 小林市霧島山麓夷守台にて全国育樹祭開催。
- 1993年 - 総合保養地域整備法適用第1号シーガイアがオープン。
- 2000年 - サミット外相会合。県内の農家より家畜の口蹄疫感染を確認する。
- 2001年 - 東九州自動車道西都IC開通。シーガイアが会社更生法の適用を申請（直後にリップルウッド・ホールディングスが買収）。
- 2003年 - 松形の引退後、安藤忠恕が県知事に選出される（-2006年）。
- 2003年 - 2004年に開催された全国植樹祭を記念して県の木に飫肥杉・ヤマザクラを追加[10][16]
- 2004年 - 西都市にて全国植樹祭開催。
- 2005年 - 宮崎交通に対し、産業再生機構による支援が決定。
- 2006年 - 現職の安藤が宮崎県官製談合事件関与の疑いで辞職、直後に逮捕された（最高裁上告中に死去した）。
- 2007年 - 宮崎県知事に東国原英夫が就任。
- 2010年 - 口蹄疫の流行。東九州自動車道高鍋IC・日向IC開通。全国高等学校総合文化祭開催。
- 2011年 - 宮崎県知事に河野俊嗣が就任。
- 2012年 - 東九州自動車道須美江IC・北川IC・都農IC開通、川南PA開設。
- 2014年
  - 3月16日 - 東九州自動車道 宮崎市から延岡市まで直結。これにより、県都の宮崎市と県下第2・第3の都市である都城市・延岡市が全て高速道路で連結される。
  - 4月1日 - 高速バス「ひむか号」運行開始。
- 2015年
  - 3月21日 - 東九州自動車道 宮崎市から大分市まで直結[17]
  - 4月1日 - 高速バス「パシフィックライナー」運行開始[18][19]
  - 11月7日 - 県内では初となる自動改札機が宮崎駅に設置される。
  - 11月14日 - 公共交通機関に全国相互利用交通系ICカードのSUGOCA（宮崎市内にある鉄道駅の計12駅）とnimoca（宮崎交通の路線バス全線）が導入される。
  - 12月15日 - 高千穂町、日之影町、五ヶ瀬町、諸塚村、椎葉村の5町村で構成される「高千穂郷・椎葉山地域」が、世界農業遺産に認定される。
- 2016年
  - 4月24日 - 東九州自動車道 宮崎市から北九州市までの区間が東九州道で直結。これにより、宮崎市 - 大分市の所要時間は約2時間50分、宮崎市 - 北九州市の所要時間は約4時間20分となる。国道10号などの一般道のみを利用した場合だと、宮崎市 - 大分市は約5時間25分、宮崎市 - 北九州市は約8時間45分を要していたため、道路交通による東九州主要都市への所要時間が大幅に短縮される[20]。
  - 9月24日 - 県内では初となるスマートインターチェンジ「山之口SIC」が供用開始[21]。
- 2017年
  - 3月25日 - 東九州自動車道門川南SICが供用開始。
- 2018年
  - 3月11日 - 東九州自動車道日南北郷IC・日南東郷IC開通。
- 2020年
  - 11月20日 - 宮崎駅前にアミュプラザみやざきが開業。
- 2023年
  - 3月25日 - 東九州自動車道 宮崎市から日南市まで直結。県都・宮崎市から鰐塚山地を隔てた県南地域への道路交通が大幅に改善される[22]。

## 人口

宮崎県市町村人口増減率分布図（2005年度と2010年度国勢調査から算出）
増加
0.0 - 2.49 %
減少
0.0 - 2.5 %
2.5 - 5.0 %
5.0 - 7.5 %
7.5 - 10.0 %
10.0 % 以上

| 増加 0.0 - 2.49 % | 減少 0.0 - 2.5 % 2.5 - 5.0 % 5.0 - 7.5 % 7.5 - 10.0 % 10.0 % 以上 |

| |                                        |  |
| 宮崎県と全国の年齢別人口分布（2005年） | 宮崎県の年齢・男女別人口分布（2005年） |  |
| ■紫色 ― 宮崎県 ■緑色 ― 日本全国 | ■青色 ― 男性 ■赤色 ― 女性              |  |
| 宮崎県（に相当する地域）の人口の推移 \| 1970年（昭和45年） \| 1,051,105人 \| \| \| 1975年（昭和50年） \| 1,085,055人 \| \| \| 1980年（昭和55年） \| 1,151,587人 \| \| \| 1985年（昭和60年） \| 1,175,543人 \| \| \| 1990年（平成2年） \| 1,168,907人 \| \| \| 1995年（平成7年） \| 1,175,819人 \| \| \| 2000年（平成12年） \| 1,170,007人 \| \| \| 2005年（平成17年） \| 1,153,042人 \| \| \| 2010年（平成22年） \| 1,135,233人 \| \| \| 2015年（平成27年） \| 1,104,069人 \| \| \| 2020年（令和2年） \| 1,069,576人 \| \| |                                        |  |
| 総務省統計局 国勢調査より |                                        |  |
| 1970年（昭和45年） | 1,051,105人                            |  |
| 1975年（昭和50年） | 1,085,055人                            |  |
| 1980年（昭和55年） | 1,151,587人                            |  |
| 1985年（昭和60年） | 1,175,543人                            |  |
| 1990年（平成2年） | 1,168,907人                            |  |
| 1995年（平成7年） | 1,175,819人                            |  |
| 2000年（平成12年） | 1,170,007人                            |  |
| 2005年（平成17年） | 1,153,042人                            |  |
| 2010年（平成22年） | 1,135,233人                            |  |
| 2015年（平成27年） | 1,104,069人                            |  |
| 2020年（令和2年） | 1,069,576人                            |  |

### 宮崎県人口動態
2024年9月1日現在、宮崎県の人口は約103万人となっている。高度経済成長期には大幅な人口減少が起こったが、一転して1970年から1985年の15年間では12万人の大幅な人口増加期を迎えた。1985年以降から2000年頃までは117万人前後で人口は横ばいを続けたが、2000年以降は少子高齢化の進展により人口減少傾向が続いている。
| 実施年 | 人口（人） | 増減人口（人） | 人口増減率(%) | 国内増減率(%) | 増加率全国順位 |
| ------ | ---------- | -------------- | ------------- | ------------- | -------------- |
| 1960年 | 1,134,590  | -              | -             | -             | -              |
| 1965年 | 1,080,692  | 53,898         | 4.75          | 5.20          | 42位           |
| 1970年 | 1,051,105  | 29,587         | 2.74          | 5.54          | 37位           |
| 1975年 | 1,085,055  | 33,950         | 3.23          | 7.92          | 26位           |
| 1980年 | 1,151,587  | 66,532         | 6.13          | 4.57          | 8位            |
| 1985年 | 1,175,543  | 23,956         | 2.08          | 3.40          | 28位           |
| 1990年 | 1,168,907  | 6,636          | 0.56          | 2.12          | 35位           |
| 1995年 | 1,175,819  | 6,912          | 0.59          | 1.58          | 27位           |
| 2000年 | 1,170,007  | 5,812          | 0.49          | 1.08          | 36位           |
| 2005年 | 1,153,042  | 16,965         | 1.45          | 0.66          | 32位           |
| 2010年 | 1,135,233  | 17,809         | 1.54          | 0.23          | 32位           |
| 2015年 | 1,104,069  | 31,164         | 2.75          | 0.75          | 32位           |
| 2020年 | 1,069,576  | 34,493         | 3.12          | 0.75          | 31位           |

## 政治

### 県政

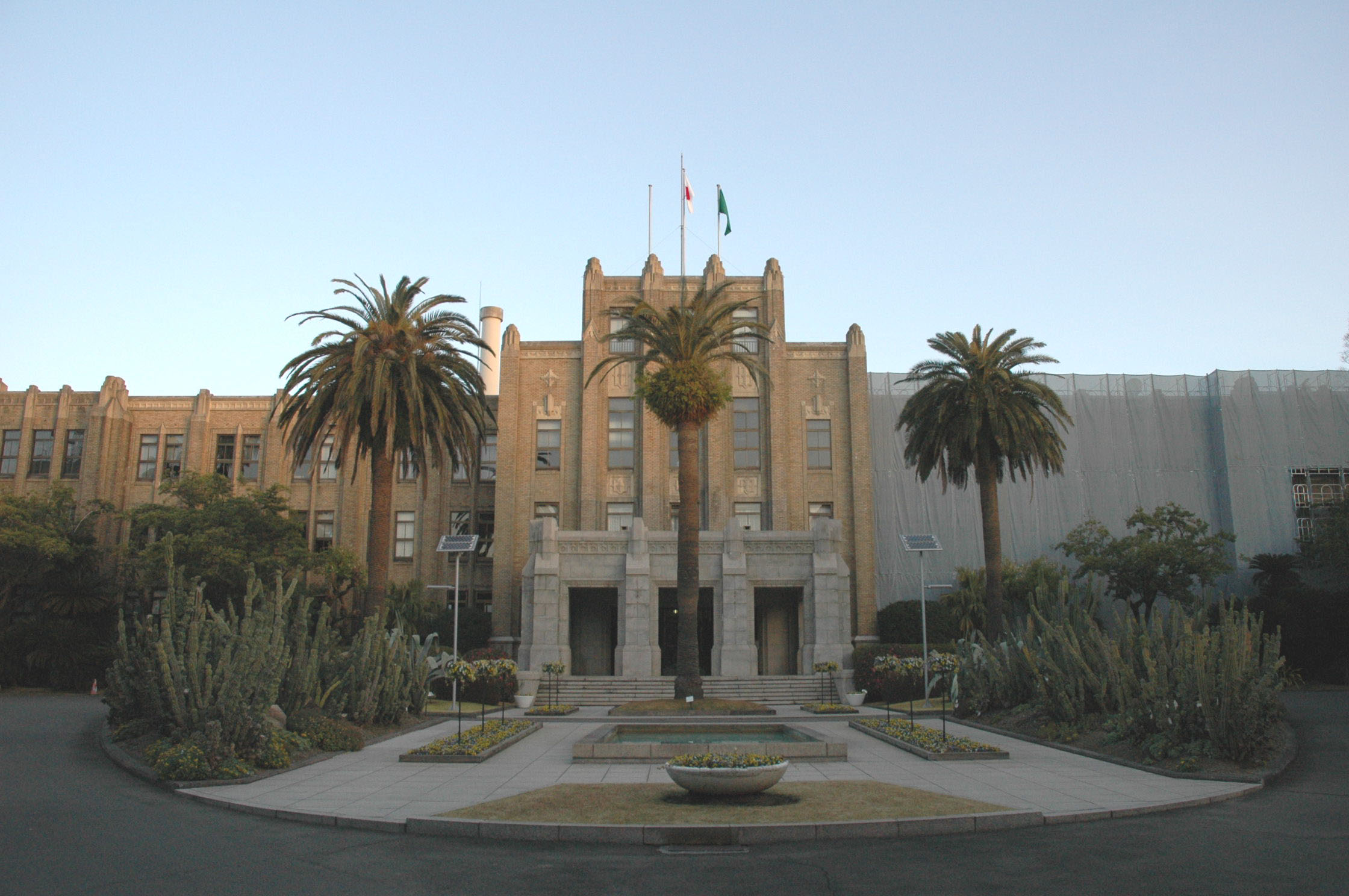
宮崎県庁舎

- 知事：河野俊嗣（こうの しゅんじ、4期目）

#### 県のシンボル
詳細は宮崎県公式ウェブサイト を参照。

宮崎県き章
1912年制定

宮崎県旗
宮崎県再置80年を記念して1964年に制定
県の木
「緑のニッポン全国運動」の一環として1966年に県民の投票をもとにフェニックスが県緑化推進委員会で決定され、2003年に全国植樹祭開催を記念して飫肥杉・ヤマザクラがそれぞれ制定された。
県の花
宮崎県再置80年を記念してハマユウが1964年に制定
県の鳥
宮崎県再置80年を記念してコシジロヤマドリが1964年に制定。県内では双石山・霧島山に生息する。
宮崎県民歌
現行の県民歌は2代目に当たり、県の再置80周年を記念して1964年に制定された。作詞・酒井祐春、作曲・飯田信夫。
キャラクター（ゆるキャラ）
2011年11月11日にシンボルキャラクターとして3匹のみやざき犬（みやざきけん）が設定された。それぞれ「ひぃ」「むぅ」「かぁ」と名付けられている。寺島愛子の作品を元にデザイン化された。

#### 財政

##### 2012年度（平成24年度）
- 財政力指数 0.30（都道府県平均 0.46）
  - Eグループ（財政力指数0.300未満）12自治体中1位
- 標準財政規模 3251億5925万円
- 経常収支比率 92.9%（都道府県平均 94.6%）
- 将来負担比率 153.8%（都道府県平均 210.5%）
- 実質公債費比率 17.1%（都道府県平均 13.7%）
- 人口100,000人当たり職員数 1,384.77人（都道府県平均 1,110.90人）
- ラスパイレス指数 105.8（都道府県平均 107.4）

地方債残高
- 普通会計分の債務 1兆536億5900万円
- 上記以外の特別会計（公営企業会計）の債務 410億7100万円

##### 2011年度（平成23年度）
- 財政力指数 0.30（47都道府県平均 0.47）
  - Dグループ（財政力指数0.3以上、0.4未満）12自治体中12位

#### 県内の主な施設
- 宮崎県庁舎（宮崎市）
- 宮崎県警察本部（宮崎市）
  - 宮崎県総合自動車運転免許センター（宮崎市）
- 宮崎県立芸術劇場（メディキット県民文化センター）
- 宮崎県立図書館
- 宮崎県立美術館
- 宮崎県総合博物館
- 宮崎県総合運動公園（宮崎市熊野）
- 宮崎県立西都原考古博物館（西都市）

### 国政

#### 国会
衆議院の小選挙区が3。参議院では、全県で1区を構成。（2011年現在）

#### 裁判所
裁判所
- 福岡高等裁判所宮崎支部
- 宮崎地方裁判所・宮崎家庭裁判所
  - 日南支部
  - 延岡支部
  - 都城支部
  - 宮崎家庭裁判所日向出張所
  - 宮崎家庭裁判所高千穂出張所

検察審査会
- 宮崎
- 延岡
- 都城

簡易裁判所
- 宮崎簡易裁判所
- 日南簡易裁判所
- 延岡簡易裁判所
- 都城簡易裁判所
- 日向簡易裁判所
- 西都簡易裁判所
- 小林簡易裁判所
- 高千穂簡易裁判所

#### 自衛隊

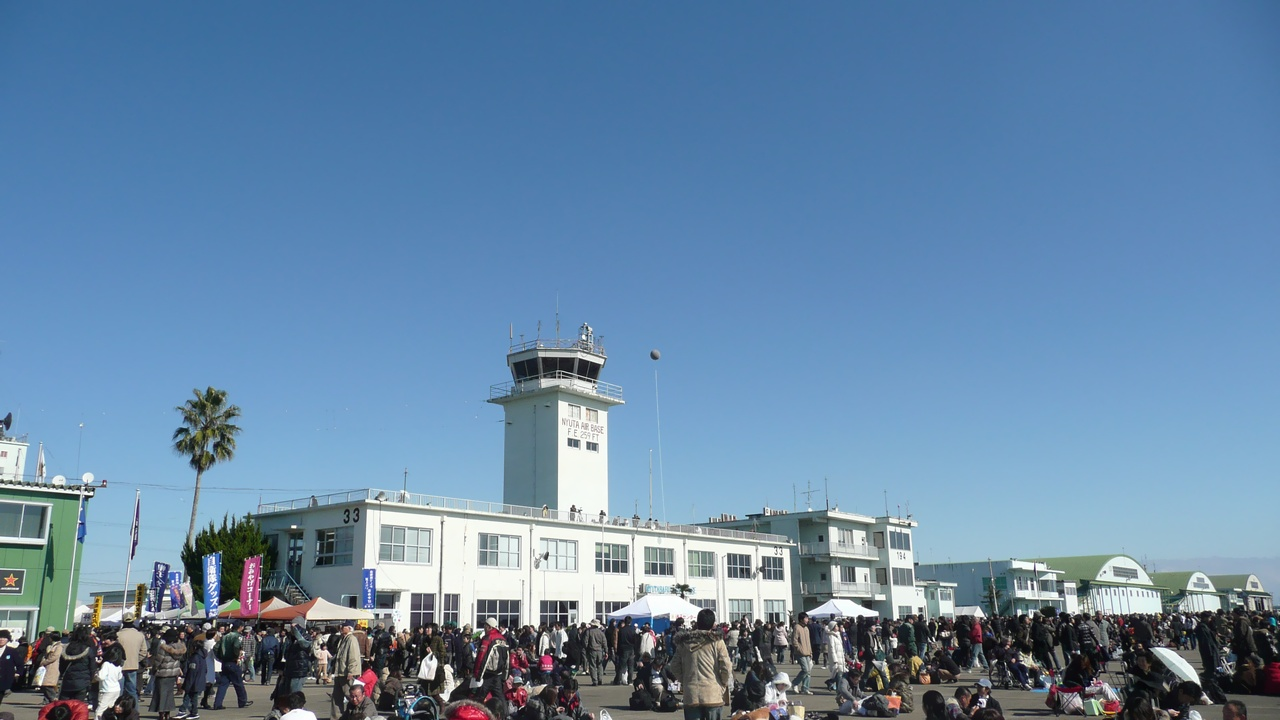
新田原基地

防衛省
- 陸上自衛隊
  - えびの駐屯地
  - 都城駐屯地
- 海上自衛隊
  - えびの送信所
- 航空自衛隊
  - 新田原基地
  - 高畑山分屯基地
- 自衛隊宮崎地方協力本部
- 地方防衛局
  - 九州防衛局熊本防衛支局宮崎防衛事務所

## 経済・産業
総県民所得 約3兆16億円（全国第36位 国民所得に占める割合0.77% 2000年度調べ。本項目において、以下同じ）、1人当たり県民所得 約256万円（全国第37位 全国平均約308万円の約83% 国内最高である東京都約440万円と比較すると約58%）と低所得の自治体に位置するが、物価水準もそれに伴って低い ため、所得格差ほどの生活水準の低さはない。
県民所得に占める第一次産業の比率が国内で最も高い（5.6% 全国平均は1.2%）。

### 第一次産業

#### 農業
日本有数の農業県であり、平成29年の統計では、農業産出額全国5位である。温暖な気候を利用し、稲作においては超早場米の生産地として有名であり、また、野菜・果実などの促成栽培、葉たばこ・サツマイモなどの商品性作物の生産が盛ん。また、牧畜業は乳牛・肉牛・豚・鶏の全てにおいて日本有数の生産高を誇る。以前はそれほど知名度が高くなかった農畜産物も、2007年に知事に就任した東国原英夫の全国規模のマスメディア露出により急速に知名度を上げている。
県中央部に広がる宮崎平野では、冬季の日照に恵まれた温暖な気候を利用して様々な野菜が栽培されている。1953年から1960年にかけてビニールハウスが普及した。
ダイコンの作付け面積は日本国内3位であり、特に秋冬物の生産量は日本一である。切り干し大根は古くから作られていたが、1906年、愛知県から宮崎郡住吉村（現在の住吉地域自治区）へ移住した長谷川弥七らによって本格的な生産が始められた。大正時代に鉄道や港湾が整備されると北部九州方面あるいは東京方面へも出荷されるようになった。初期の産地は宮崎市周辺であったが、後に周辺部へ移り、現在は国富町と清武町が主要産地となっている。作付面積は1,000ヘクタール以上、生産量5,500トン、生産額23億円は日本一である。
キュウリは1895年、宮崎市上野町（現在は小戸地域自治区に属する）で栽培が始まった。現在では宮崎市、西都市、国富町、新富町、綾町が主要産地であり大阪、東京、福岡県へ出荷される。2007年における生産量は60,700トン、生産額は185億円で群馬県に次いで日本国内2位、特に冬春物は1位である。
ピーマンは昭和初期、高知県からの移住者により本格的な生産が始められ、昭和40年代以降に普及した。現在では西都市、宮崎市、新富町、日南市、国富町が主要産地であり大阪、東京、名古屋へ出荷される。2007年における生産量は29,400トン、生産額は110億円で茨城県に次いで日本国内2位、特に冬春物は1位である。
- 全国第一位 スイートピー、ブロイラー、切り干し大根、日向夏生産量
- 椎茸栽培 乾し椎茸の生産高は全国第2位。その他、全国2位のものは多い。
- マンゴー 「太陽のタマゴ」と銘打つブランドを展開[32]。
- 畜産 「宮崎牛」と呼ばれるブランドを展開しており、内閣総理大臣賞を3年連続受賞など、優秀な成績を収めている。
県下都城市は、2019年「市町村別農業産出額合計」および「市町村別農業産出額畜産計」が全国第1位である他、その内訳の「肉用牛（都城牛）」および「豚」が全国第1位、「鶏」「鶏うちブロイラー」が全国第2位となっている[33]。

#### 漁業
油津港や細島港などを本拠とした沖合・遠洋漁業が盛んであり、近海カツオ一本釣り・沿岸まぐろはえ縄・ウルメイワシについては漁獲量日本一を誇るが、大消費地に近い漁港で水揚げを行うため、県内の漁港の水揚げ量は少ない。近年では鹿児島県と共に九州産のウナギの養殖でも知られるようになってきている。

#### 林業
国産建築材料の供給基地としての役割を担っている。県木に指定されている飫肥杉はシロアリの殺蟻活性成分を持ち、生産高は全国一の生産高を占める。

### 第二次産業

#### 鉱業
かつては、銅鉱、錫鉱などが採掘されたが、現在ほぼ全てが閉山となっている（日本の鉱山の一覧#宮崎県参照）。
西臼杵郡高千穂町の旧土呂久鉱山においては、亜砒酸を製造する「亜ヒ焼き」が行われ、重金属の粉塵、亜硫酸ガスの飛散、坑内水の川の汚染で公害（土呂久砒素公害）が発生している。

#### 工業

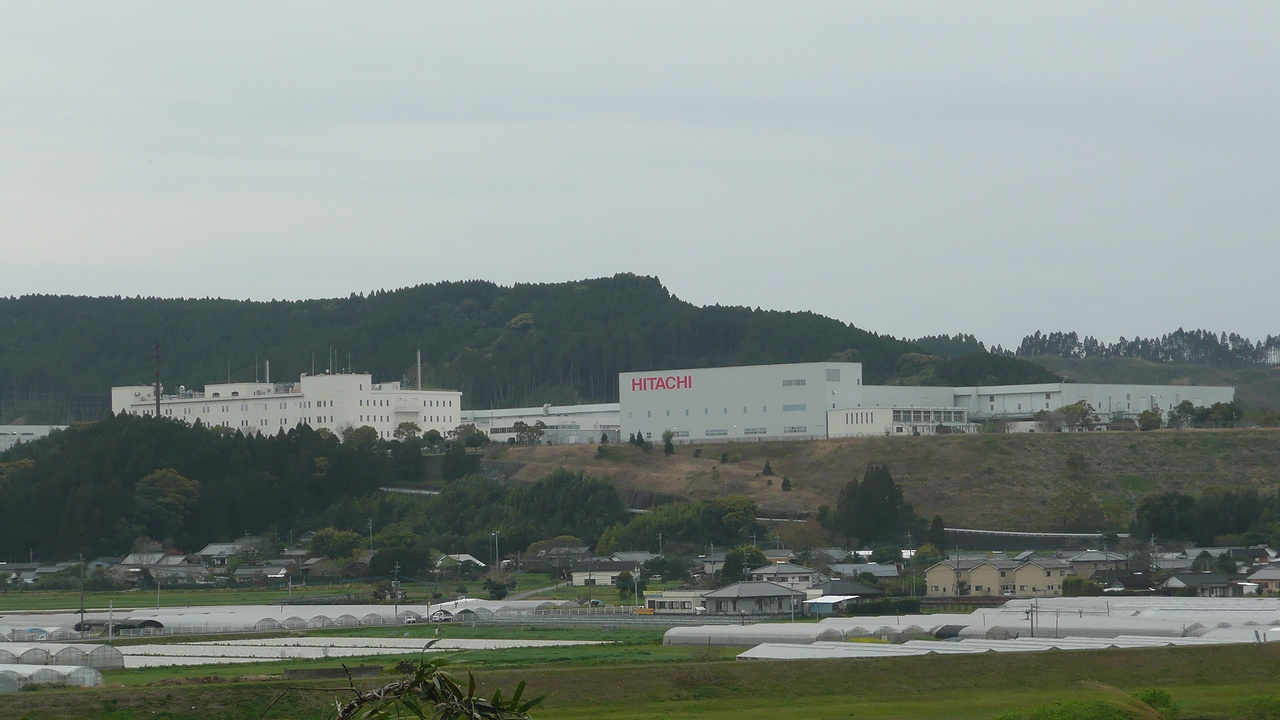
旧・日立プラズマディスプレイ（現在はソーラーフロンティア宮崎第3工場として運用）

宮崎県は隣県の大分県と共に、東九州地域を医療機器産業の拠点として整備をする東九州地域医療産業拠点構想（通称・東九州メディカルバレー構想）を発表している。
農産品加工業
焼酎、木工家具、ワイン、乳製品など
化学工業
県北の延岡市は旭化成発祥の地であり、戦前より九州山地の水資源を活かした水力発電を利用して近代産業化を推し進め、市街地には工場群や関連企業が多数立地し企業城下町を形成している。また、同じ県北の日向市細島港近辺にも、小規模ながら複数の生産拠点を置いている。
近年、同社の製造拠点海外化などの影響を受け生産量は縮小気味であるが、医療・電子の先進分野に力を入れている。
製紙工業
県南日南市に、日本パルプ工業を起源とする、王子製紙日南工場がある。
その他
宮崎市郊外・東諸県郡では、空港への至近性と純度の高い水資源を活かした半導体・PDP・ソーラーパネル・医薬品などの先端産業が立地している。

### 第三次産業

#### 商業
県の経済規模が小さいほか、交通の便などの事情もあり商圏が県内一円にほぼ限られるため、地域商業の域を出ていない。有力な地元百貨店がなく、顧客の鹿児島・熊本・福岡への流出が見られる。また、地場のスーパーマーケットチェーンも有力なものがなく、イオングループなど進出に対する地元商業の状況は非常に厳しい。

### 主要な企業
県内に本社または拠点事業所を置く主要な企業を挙げる。

| - 宮崎交通（宮崎市、本社） - ソラシドエア（宮崎市、本社） - ホンダロック（宮崎市、本社） - 雲海酒造（宮崎市、本社、発祥の地は西臼杵郡五ヶ瀬町） - デル・テクノロジーズ（宮崎市） - 伊勢化学工業（宮崎市） - 九州安井化学（宮崎市） - 相馬工業（宮崎市） - 丸栄工業（宮崎市） - SUMCO TECHXIV（宮崎市） - 宮崎エプソン（宮崎市） - 宮崎沖電気（宮崎市） - ソーラーフロンティア（宮崎市、東諸県郡国富町） - ハンズマン（都城市、本社） - 霧島酒造（都城市、本社） - 南日本酪農協同（都城市、本社） - 住友ゴム工業（都城市、もともとは「オーツタイヤ」） - 吉川工業アールエフセミコン（新富町、本社） | - 旭化成（延岡市、総支社） - 旭有機材（延岡市、本社） - センコー（延岡市） - 山崎産業（延岡市、本社） - 三井（延岡市、本社） - 吉玉精鍍（延岡市） - 第一糖業（日向市、本社） - ピーエス三菱（日向市） - メディキット（日向市） - 王子製紙（日南市、もともとは「日本パルプ工業」） - 株式会社ニチワ（日南市） - 宝酒造（児湯郡高鍋町） - 南九州化学（児湯郡高鍋町） - 宮崎ダイシンキヤノン（児湯郡木城町） - 東横化学（東諸県郡国富町、宮崎営業所） - 児湯食鳥（児湯郡川南町） - 宮崎県農協果汁（児湯郡川南町） |

## 生活・交通

### 警察
- 宮崎県警察

### 交通

#### 航空

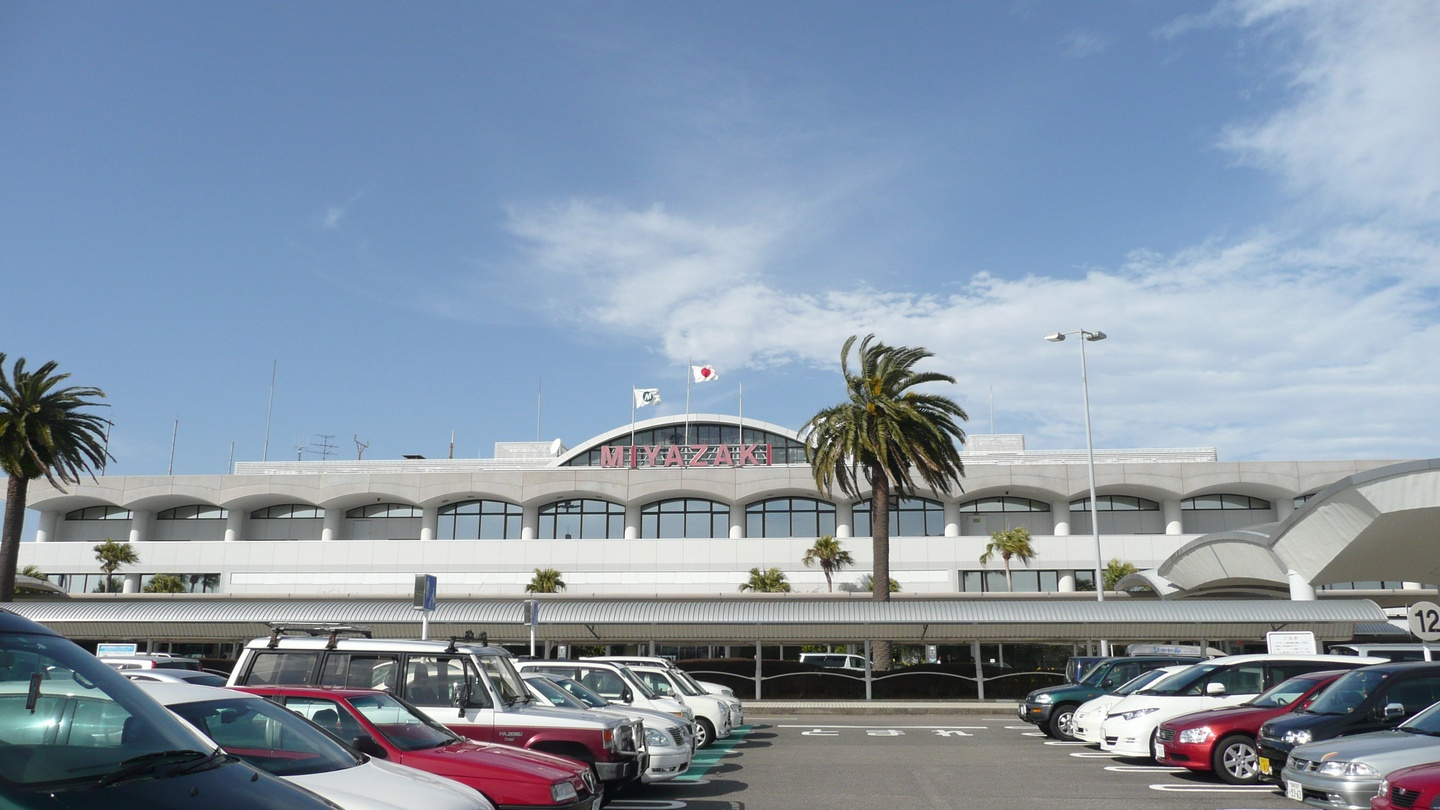
宮崎空港

宮崎市に宮崎ブーゲンビリア空港が所在する。なお、高千穂町など北部山間部では阿蘇くまもと空港、えびの市などでは鹿児島空港のほうが至近である。
- 宮崎空港（宮崎ブーゲンビリア空港）
  - 就航都市
    - 国内線：東京/羽田、東京/成田、大阪/伊丹、大阪/関西、名古屋/中部、福岡、沖縄/那覇
    - 国際線： 韓国（ソウル/仁川）、 台湾（台北/桃園）

#### 鉄道路線

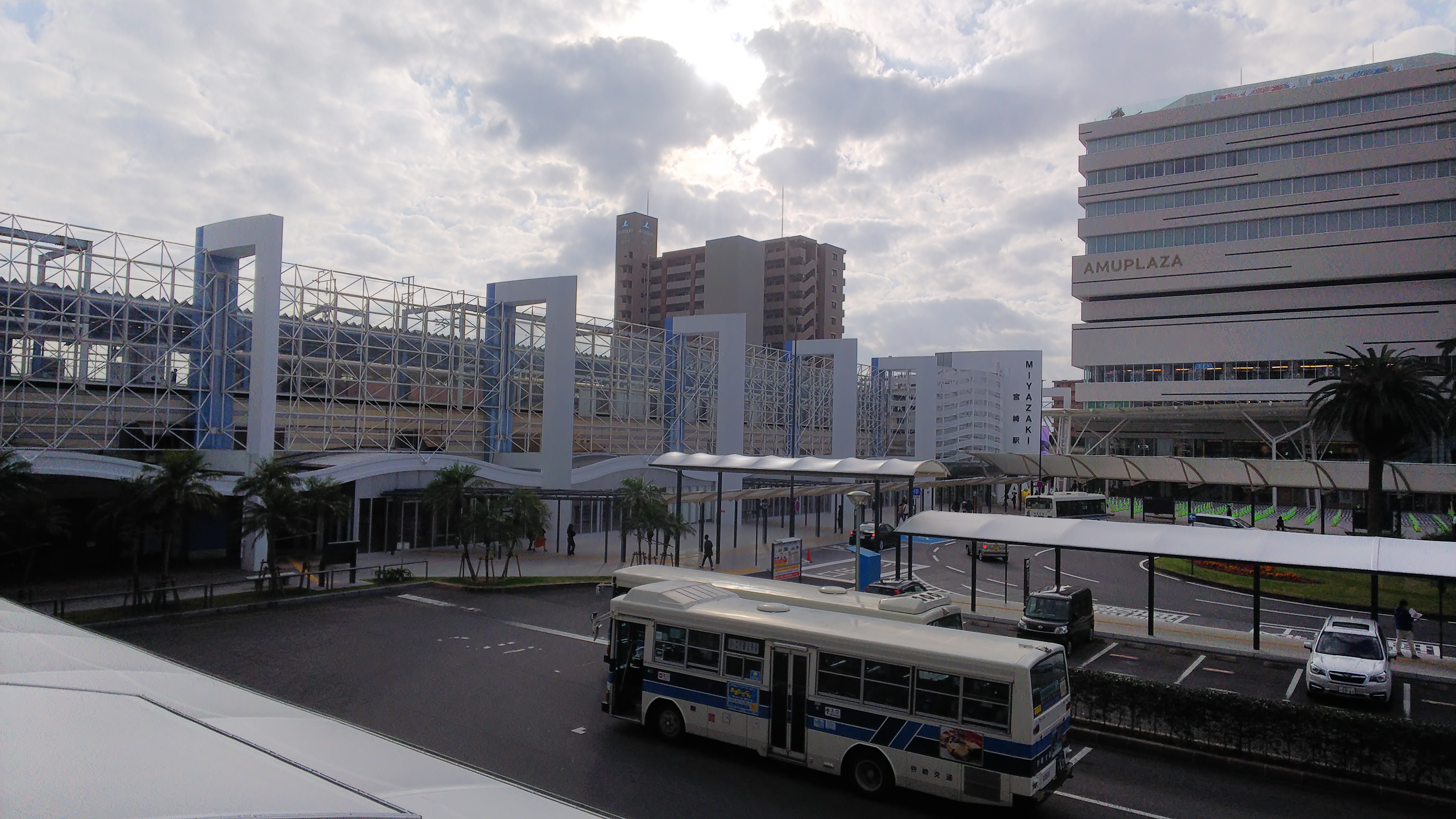
宮崎駅 高千穂口（西口）

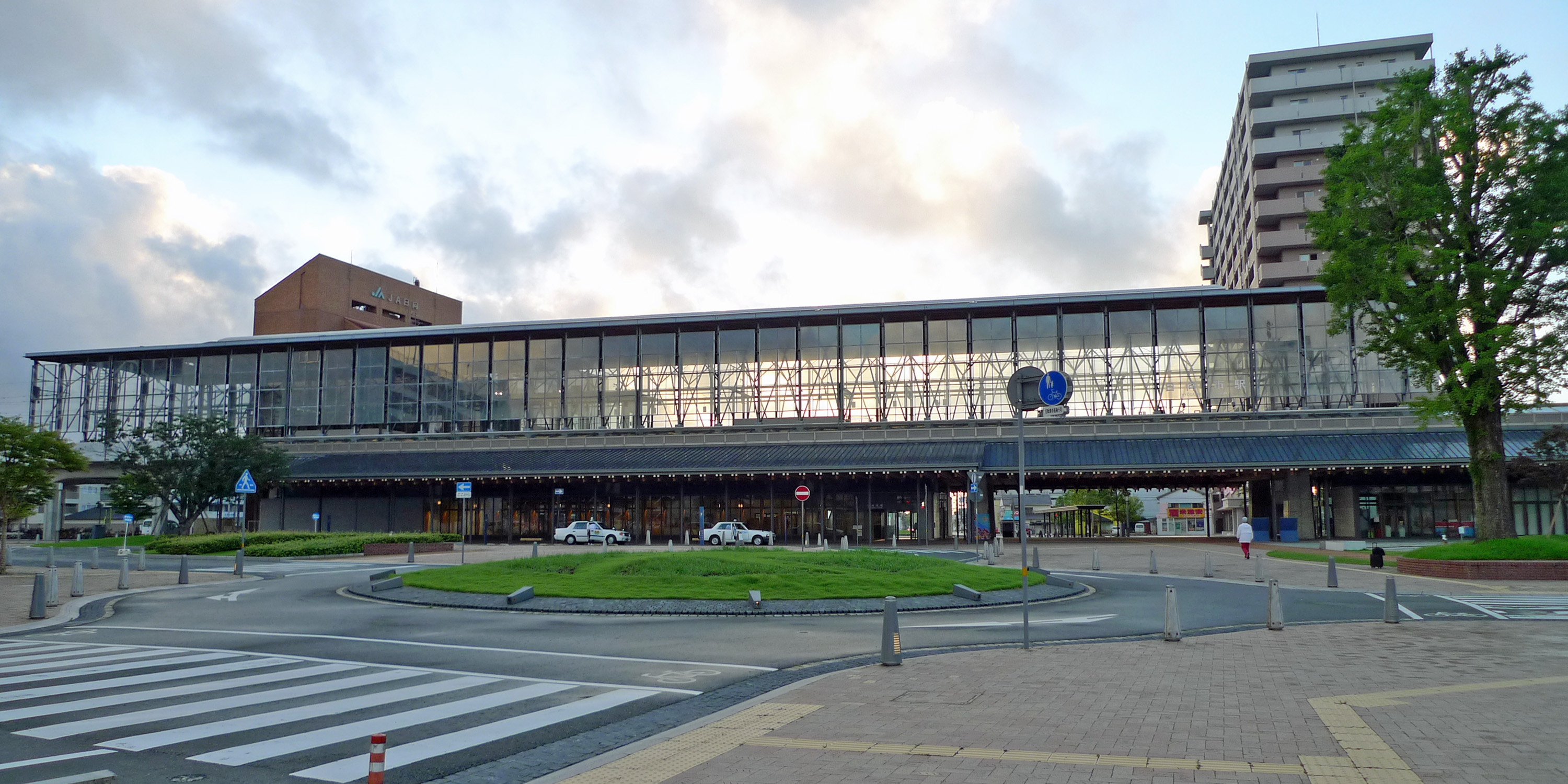
日向市駅

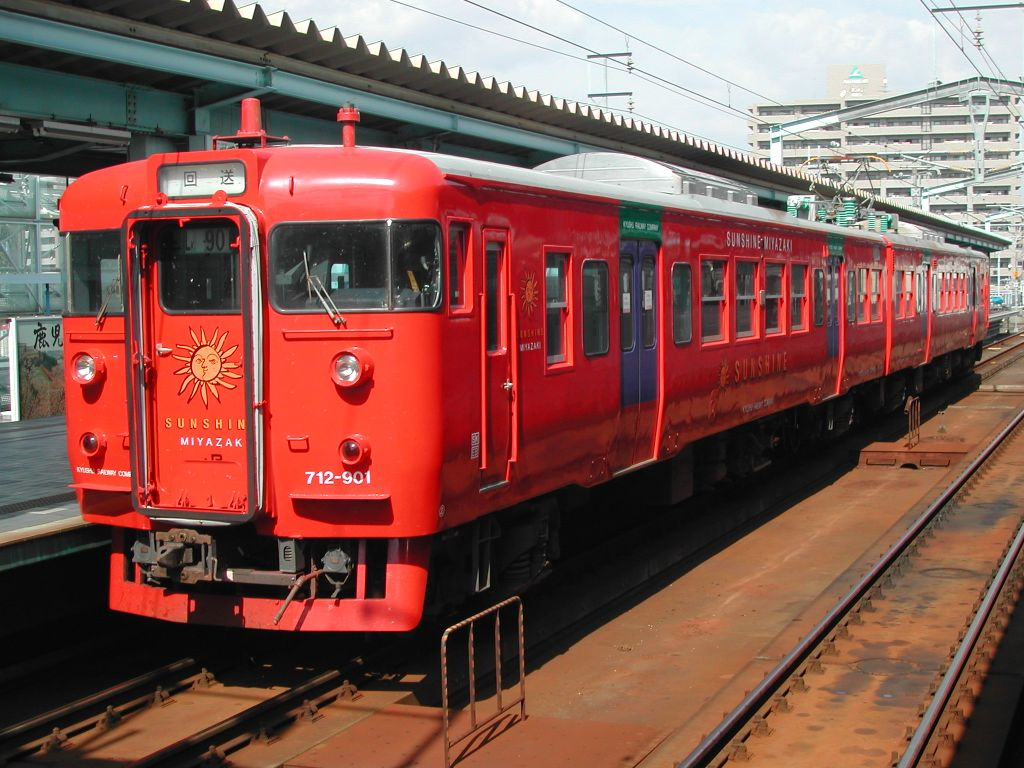
日豊本線を走行する普通列車（713系電車）

県内にはJR線5路線があるが、JR線以外の普通鉄道がない。鉄道事業者が県内に1つしかない県は、宮崎県のほかに沖縄県がある。県内の普通列車の本数は宮崎市近郊を除いて毎時1本以下となっている。
- 九州旅客鉄道（JR九州）
  - 日豊本線（延岡・宮崎・都城を結び、北九州・大分・鹿児島方面に接続する）
  - 日南線（宮崎市から日南・串間を南下し、鹿児島県志布志市に至る）
  - 宮崎空港線（宮崎空港と宮崎市街地を結ぶ）
  - 吉都線（都城市から小林・えびのを経由し鹿児島県湧水町に至る）
  - 肥薩線（県内の駅はえびの市の真幸駅のみ。宮崎県最初の開通路線）

以上の路線は全区間単線となっており、徳島県と並んで単線のみの県となっている。ただし、徳島県の佐古駅〜徳島駅間は単線並列区間であるため、狭義での複線区間がない県は宮崎県のみである。また、県内は長らくJR九州管内でSUGOCA・Suicaなどの鉄道系IC乗車カードで乗車可能な駅が全く無い区域となっていたが、2015年11月14日より宮崎駅を中心とする12駅にてSUGOCAの利用が可能となっている。特急列車も含めた県内の鉄道のほとんどがワンマン運転を実施している。 
過去の鉄道路線
- 日本国有鉄道
  - 妻線（旧・宮崎県営鉄道妻線。1917年買収・国有化。1984年廃止）
  - 細島線（1972年日豊本線に編入。1993年廃止）
  - 油津線（旧・宮崎県営鉄道飫肥線。1935年買収・国有化。1941年廃止）
  - 志布志線（1987年廃止）

- 宮崎交通
  - 宮崎交通線（1962年廃止、現日南線）

- 高千穂鉄道
  - 高千穂線（2005年休止、2008年廃止）

#### バス事業者

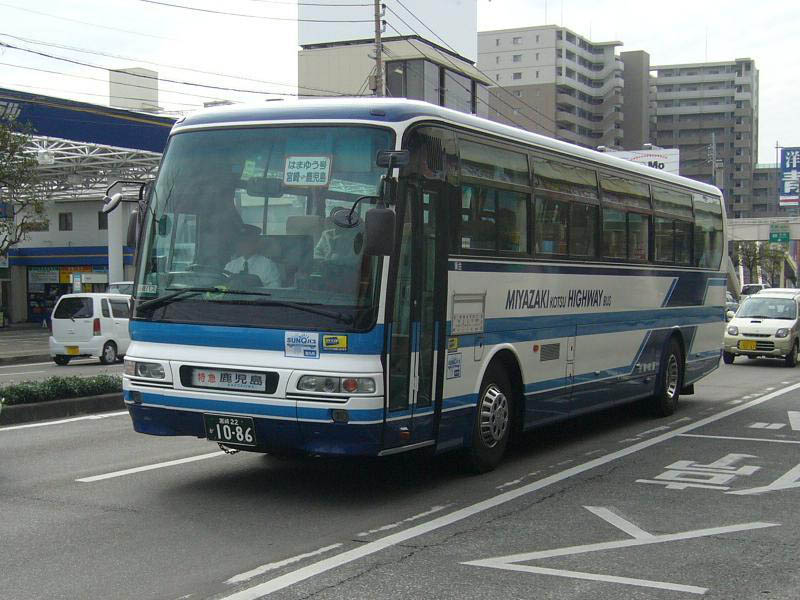
宮崎交通の高速バス（はまゆう号）

宮崎県に事業拠点を置く路線バス事業者。ほぼ宮崎交通の独占となる。
- 宮崎交通 - 県内の大半のバス路線を運行
- 高崎観光バス - 主に都城市と周辺市町（平成の大合併で都城市と合併した市町村を含む）でバス路線を運行。一部は宮崎交通の路線を引き継いでいる。
- 鹿児島交通 - いわさきグループ。鹿児島県のバス事業者で、宮崎県内では都城市に営業所を置き、都城市と大隅半島を結ぶ路線を運行する。
- JR九州バス - 定期路線は高速バス（フェニックス号、B&Sみやざき号）のみ。かつては日肥線・宮林線などの一般路線を運行していた。
- 県内発着の高速バス・特急バス路線
  - フェニックス号（宮崎 - 福岡）
  - ごかせ号（延岡・高千穂 - 福岡）
  - ブルーロマン号（宮崎 - 長崎）
  - なんぷう号（宮崎 - 熊本）
  - たかちほ号・あそ号（延岡・高千穂 - 高森・熊本）
  - B&Sみやざき号（宮崎 - 新八代駅）
  - ハッコーライナー（日向・延岡・高千穂 - 福岡）
  - みとシティライナー（西都・宮崎 - 福岡）
  - サンマリンライナー（宮崎 - 益城・福岡）

#### 道路

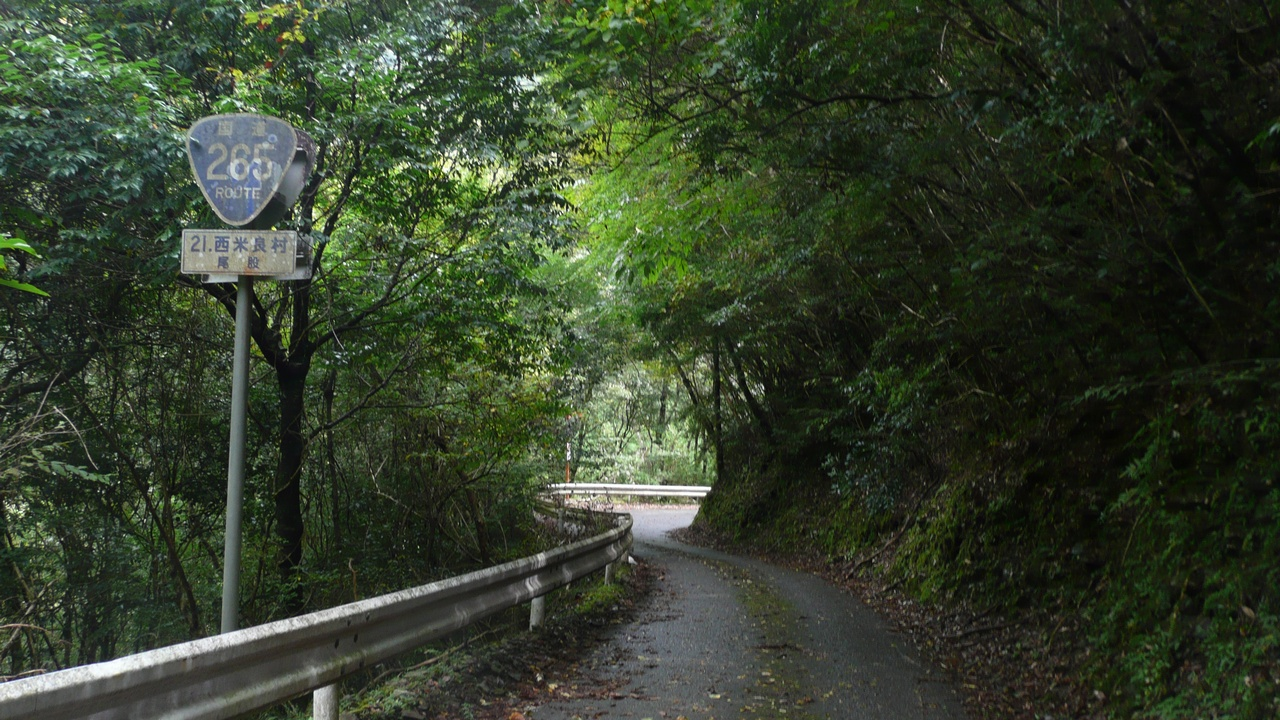
国道265号（西米良村尾股）

宮崎県は九州で最も道路改良率の低い県で、2021年3月31日現在で一般国道で84.0%（全国44位）、県道で62.2%（全国37位）となっている。高規格幹線道路の供用率は80%（2023年3月25日現在）で、これも全国平均や九州平均 (いずれも88%) を下回る。

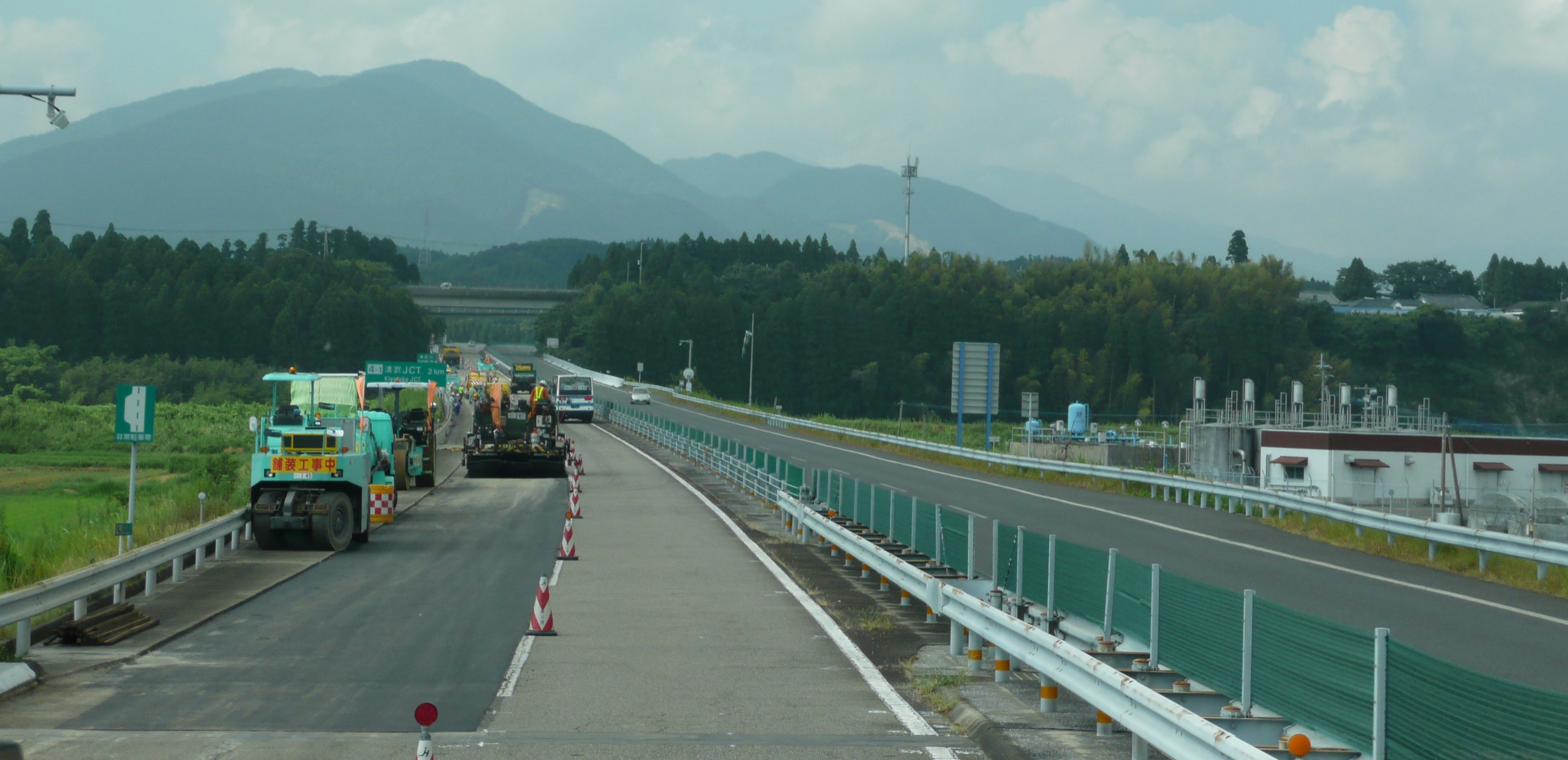
宮崎自動車道（宮崎市）

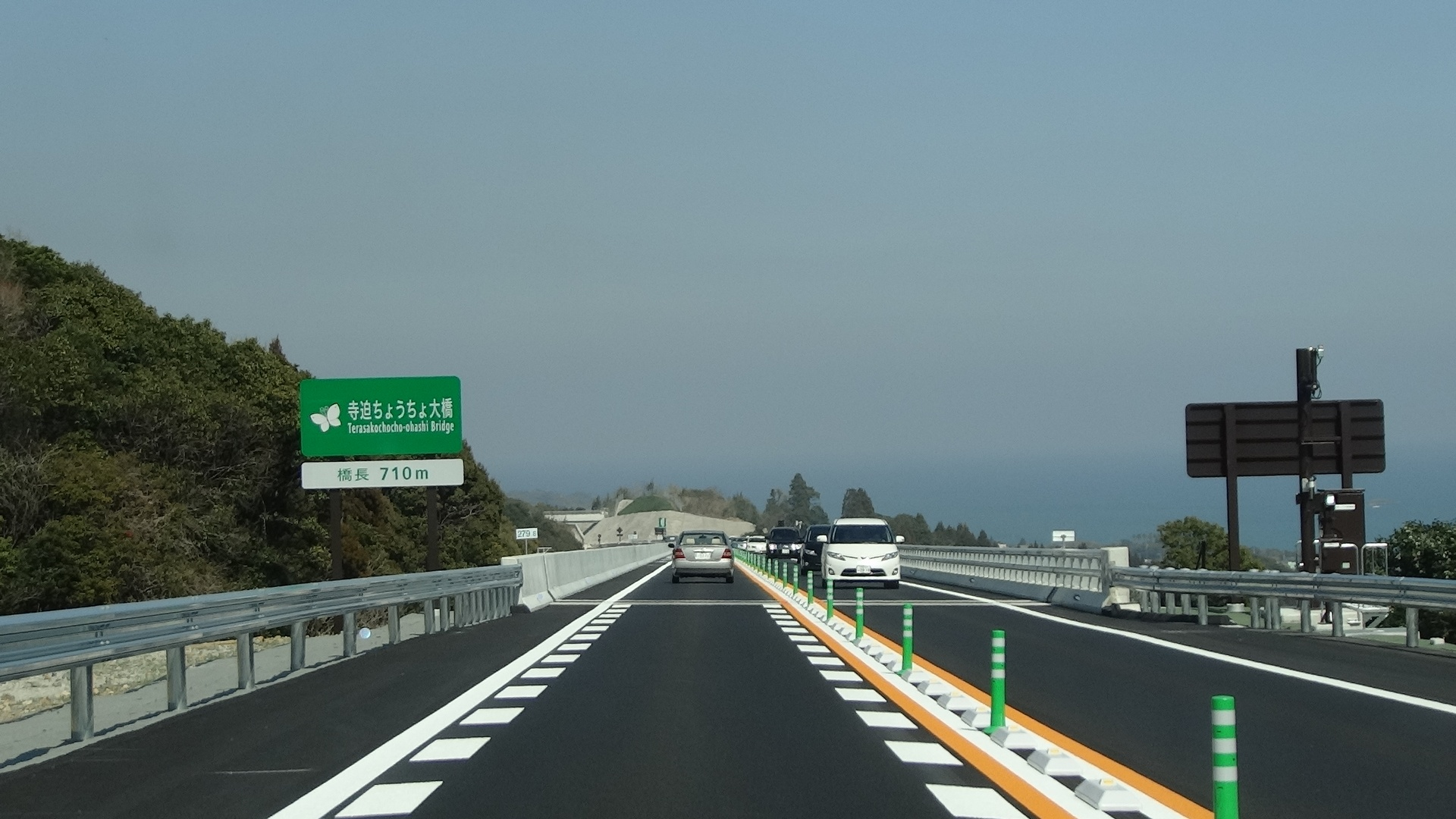
東九州自動車道
（寺迫ちょうちょ大橋、日向市）

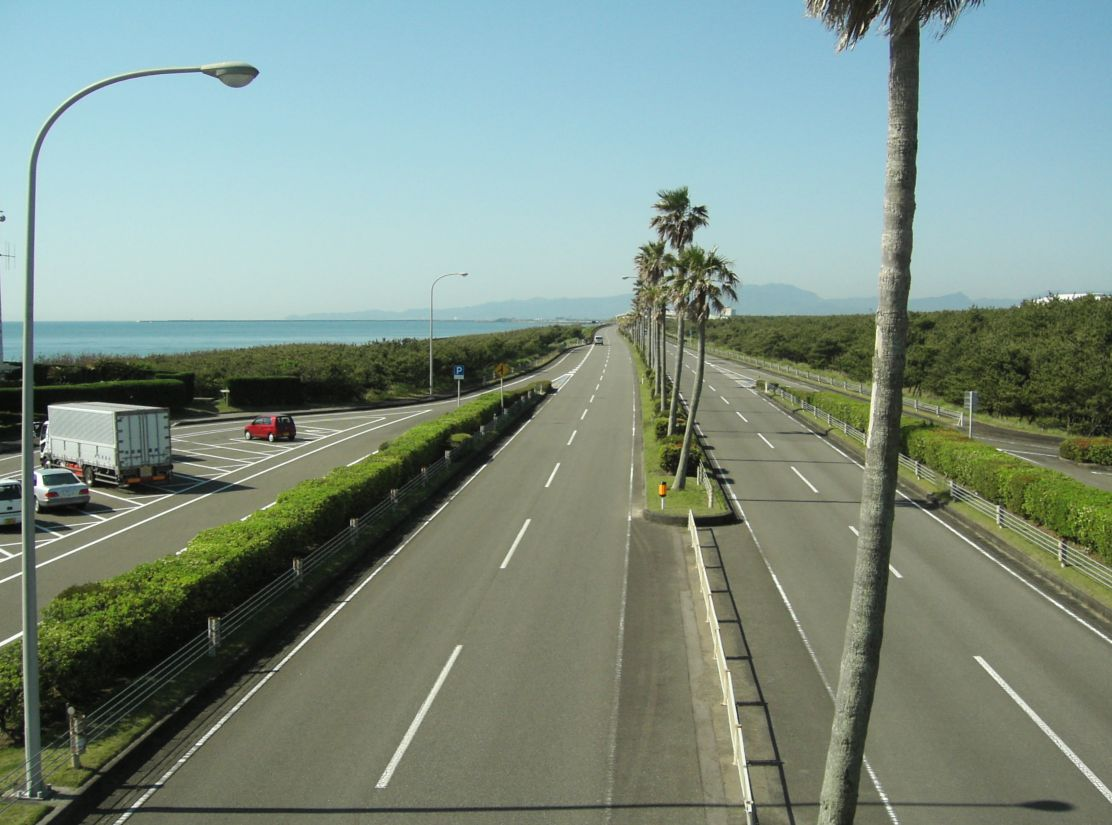
一ツ葉道路（北線）

高速道路・自動車専用道路・一般有料道路など
- 高規格幹線道路
  - 高速自動車国道（A路線）
九州縦貫自動車道
鹿児島線 : 九州自動車道（E3）　※宮崎線との重複区間を含む。
宮崎線 : 宮崎自動車道（E10）
九州横断自動車道
延岡線 : 九州中央自動車道（E77）
東九州自動車道（E10/E78）
  - 高速自動車国道に並行する一般国道自動車専用道路（A'路線）
東九州自動車道並行路線
    - 延岡道路
    - 延岡南道路
    - 日南・志布志道路
    - 油津・夏井道路
    - 南郷奈留道路

九州中央自動車道並行路線
    - 蘇陽五ヶ瀬道路
    - 五ヶ瀬高千穂道路
    - 高千穂雲海橋道路
    - 高千穂日之影道路
    - 北方延岡道路

- 地域高規格道路
  - 宮崎東環状道路（一ツ葉道路（北線、南線（E98））・広瀬バイパス・春田バイパス）
  - 宮崎環状道路（住吉道路）
  - 都城志布志道路（都城道路・都城東環状線）

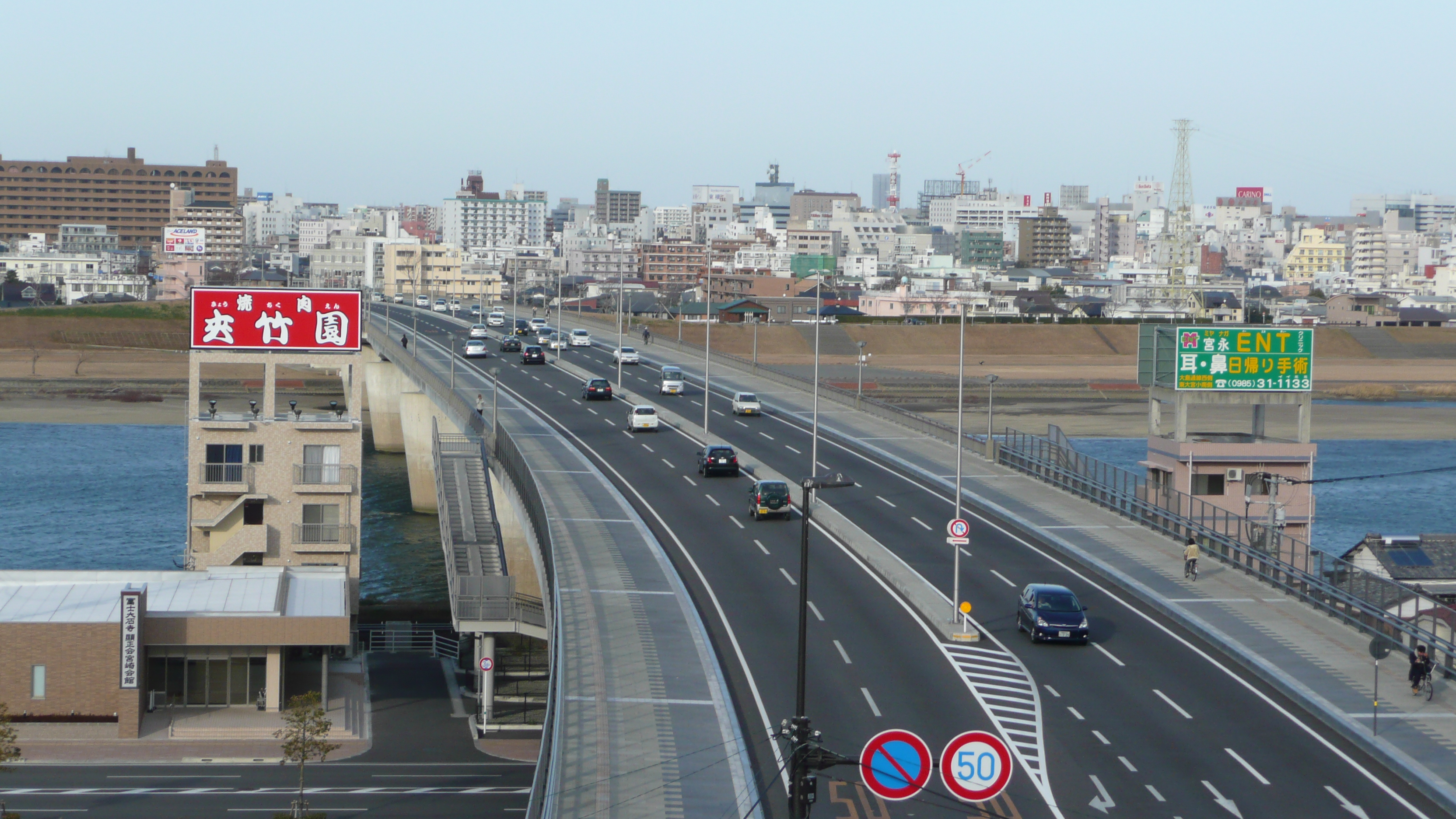
国道269号天満橋（宮崎市）

  - 延岡インターアクセス道路

一般国道

県内には18の一般国道が通過しているが、そのうち国が管理する路線（指定区間）は国道10号・国道220号および国道218号高千穂日之影道路・北方延岡道路（九州中央自動車道として開通した区間）の計3路線のみである。2022年4月1日現在の改良率は86.3%。全路線舗装済みであるが、そのうち18.9%は簡易舗装である。なお、県内だけで完結する国道は1つもなく、どの路線も県外を経由する区間が存在する。
- 国道10号 - 延岡・宮崎・都城の3市を結び、大分・鹿児島とも連絡する
- 国道218号 - 延岡市から高千穂を経由し熊本へ向かう。県北を横断
- 国道219号 - 宮崎市から西都・西米良を経由し、熊本県球磨地方へ向かう
- 国道220号 - 宮崎市から日南・串間を経由し、鹿児島県大隅地方へ向かう
- 国道221号 - 都城市から小林・えびのを経由し熊本県人吉市へ向かう
- 国道222号 - 日南市と都城市を結ぶ
- 国道223号 - 高原町から霧島山を経由し鹿児島県霧島市へ向かう
- 国道265号 - 小林市から西米良・椎葉を経由し熊本県阿蘇地方へ向かう、九州山地縦断ルート
- 国道268号 - 宮崎市と小林・えびのを結ぶ
- 国道269号 - 宮崎市と都城市を結び、鹿児島県大隅地方へ向かう
- 国道325号 - 高千穂町と熊本県阿蘇地方を最短距離で結ぶ
- 国道326号 - 延岡市と大分を最短距離で結ぶ
- 国道327号 - 日向市と椎葉村を結ぶ
- 国道388号 - 九州山地横断ルートと延岡市以北の日豊海岸に沿うルートがある
- 国道446号 - 日向市東郷町と美郷町南郷区を結ぶ
- 国道447号 - えびのから鹿児島県伊佐市へ向かう
- 国道448号 - 日南・串間の海岸線を通る
- 国道503号 - 五ヶ瀬・諸塚を飯干峠で結ぶ

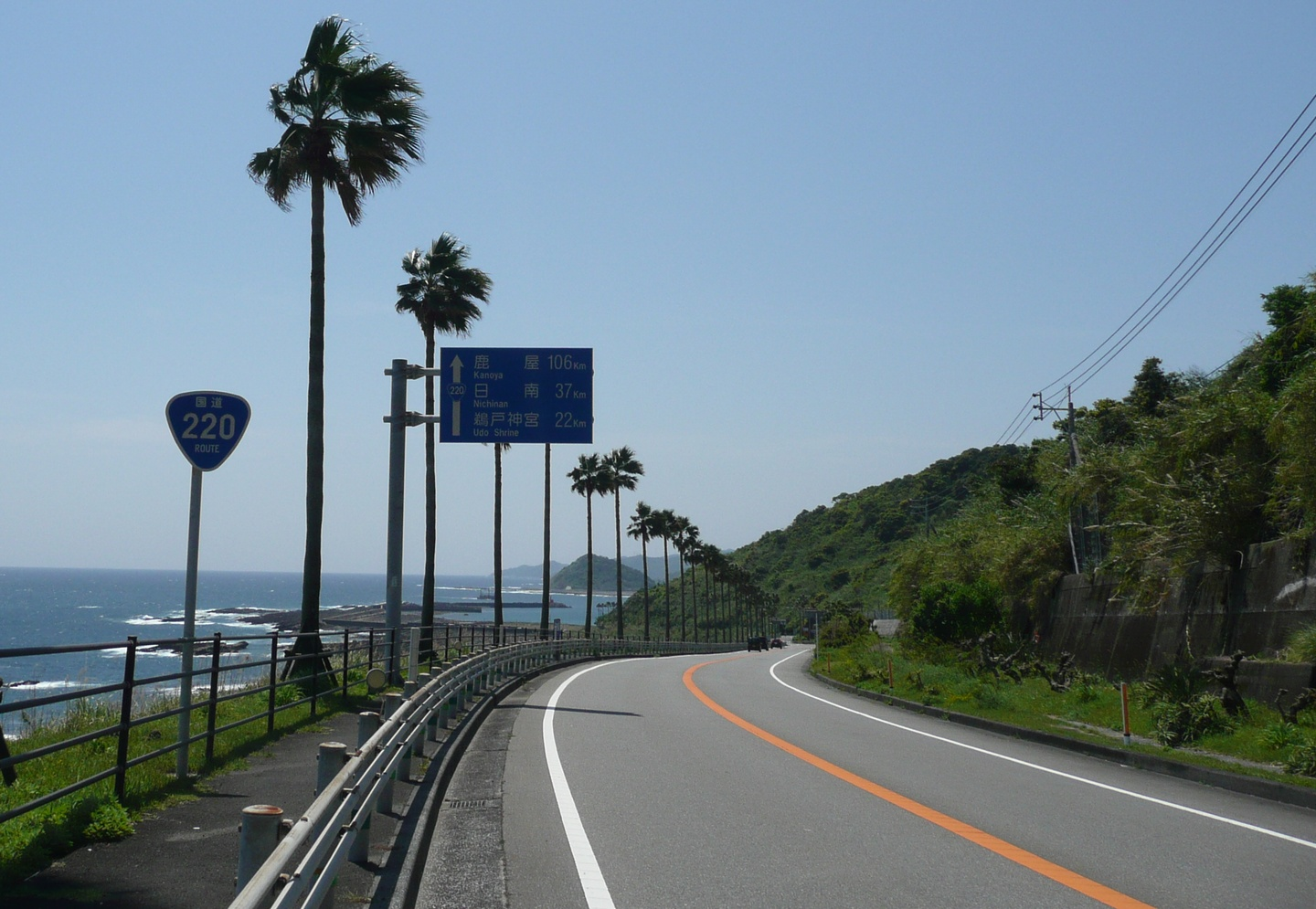
県道377号内海加江田線（堀切峠付近、撮影当時は国道220号）

県道

2023年現在、宮崎県は193の県道を指定しており、そのうち48路線が主要地方道（路線番号が1から54）、145路線が一般県道（路線番号が102から454）である。2022年4月1日現在の改良率は主要地方道が79.9%、一般県道が55.0%である。
路線名については宮崎県の県道一覧を参照。また、宮崎県道路公社が管理する有料道路として一ツ葉有料道路がある。かつて小倉ヶ浜有料道路も同社が管理をしていたが、2013年5月9日に償還が完了したため無料開放された。

#### 海運

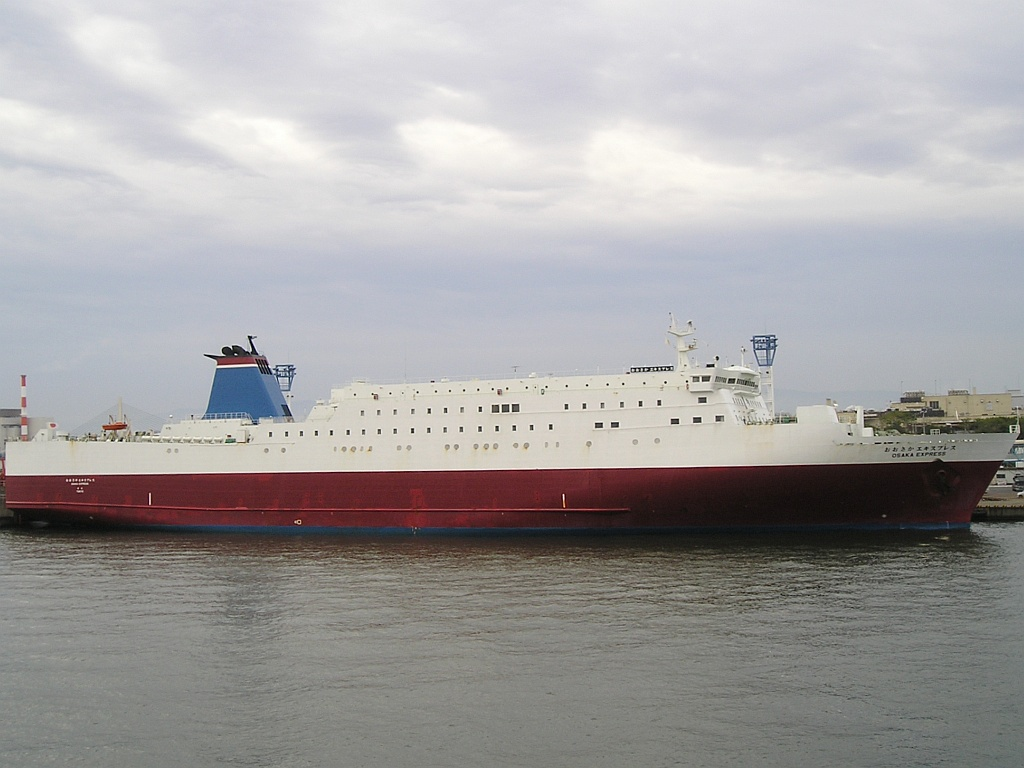
宮崎カーフェリー

港湾
重要港湾の一覧。
- 細島港
- 宮崎港
- 油津港

定期就航路線
- 宮崎カーフェリー
  - 宮崎港 - 神戸港 毎日運航

- 日豊汽船
  - 島野浦港 - 浦城港 毎日運航

### 医療・福祉
災害拠点病院
- 宮崎県災害拠点病院

第3次救急指定病院（救命救急センター）
- 県立宮崎病院
- 県立延岡病院
- 宮崎大学医学部附属病院

保育所
- 宮崎県保育所一覧

### 教育

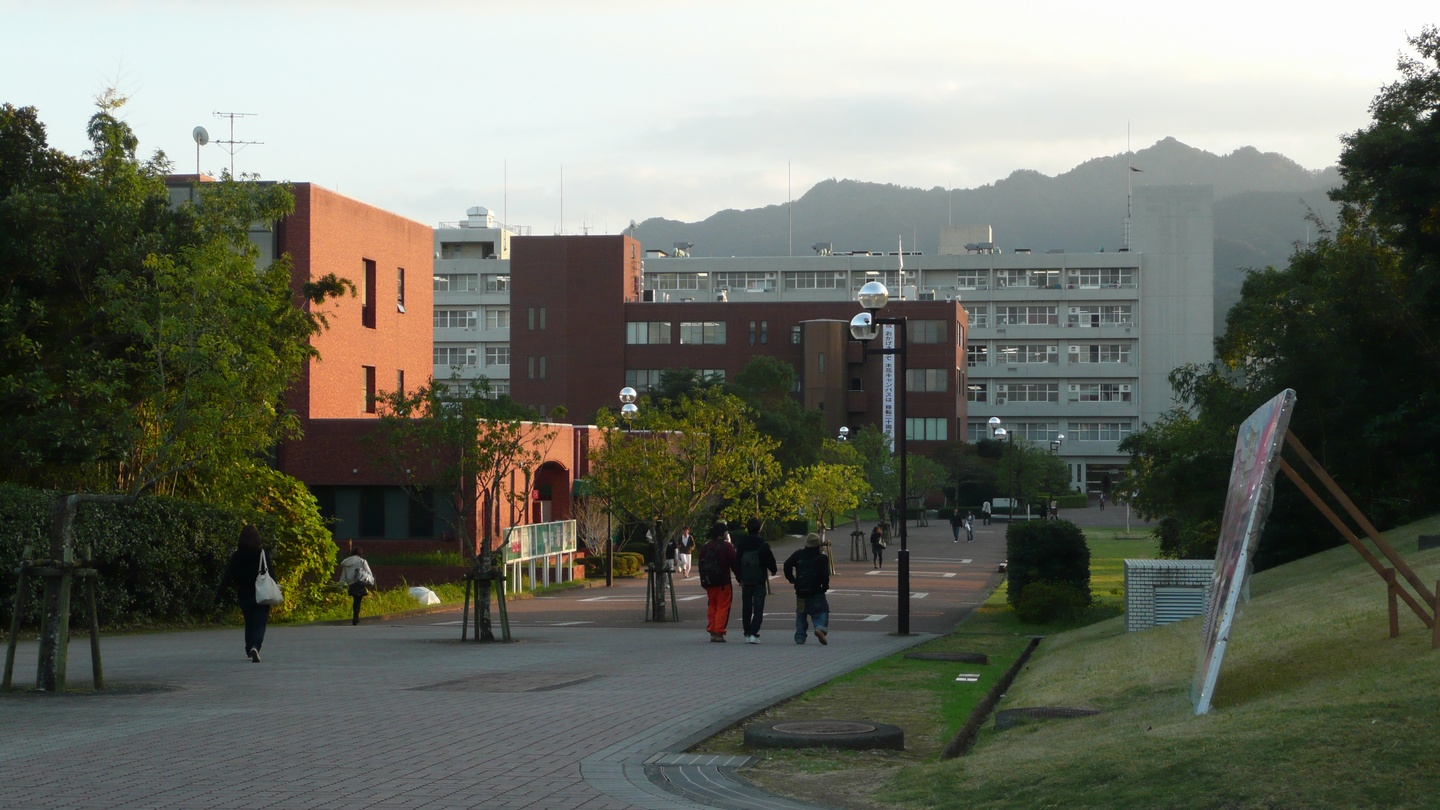
宮崎大学（木花キャンパス）

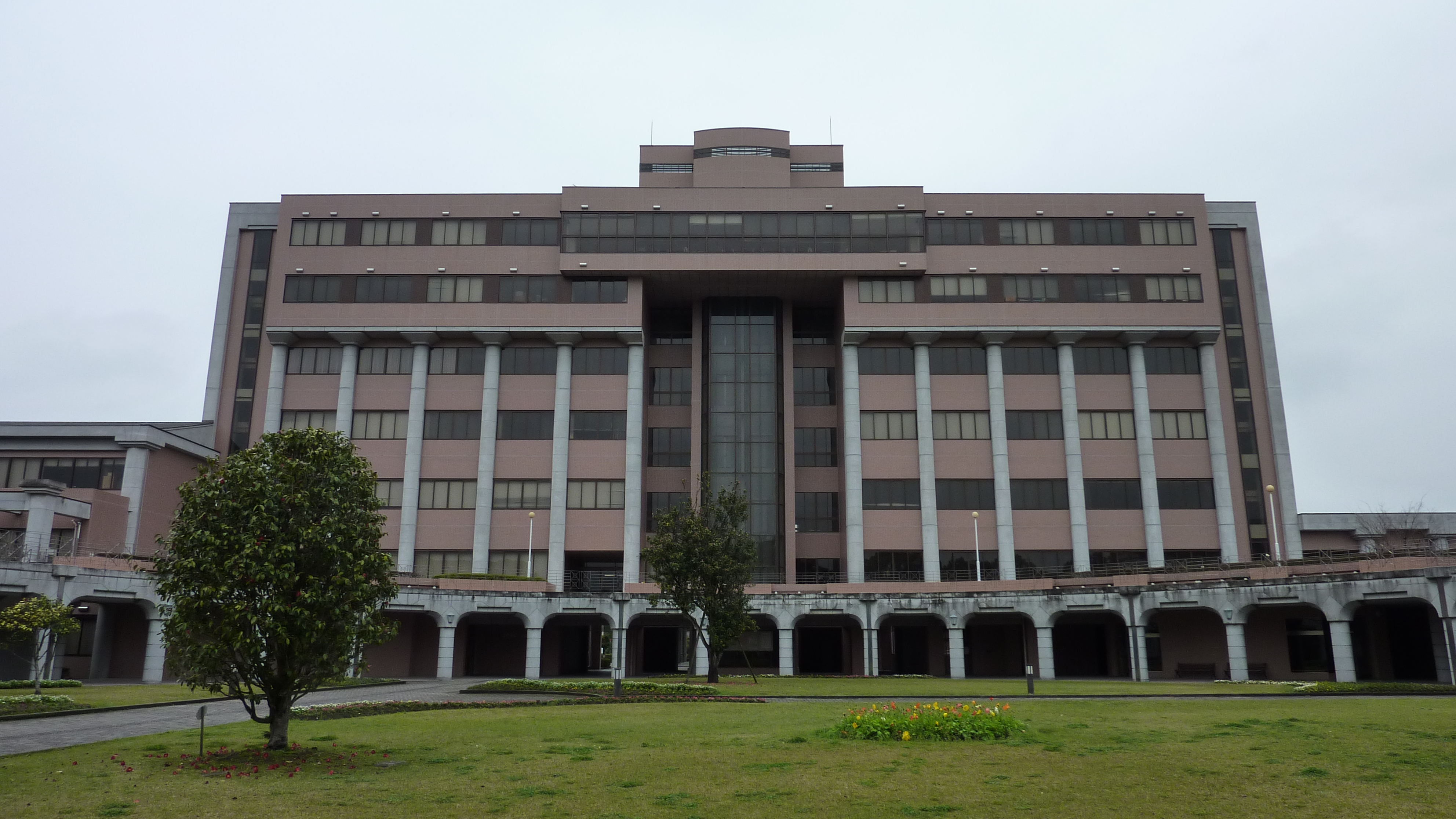
宮崎公立大学

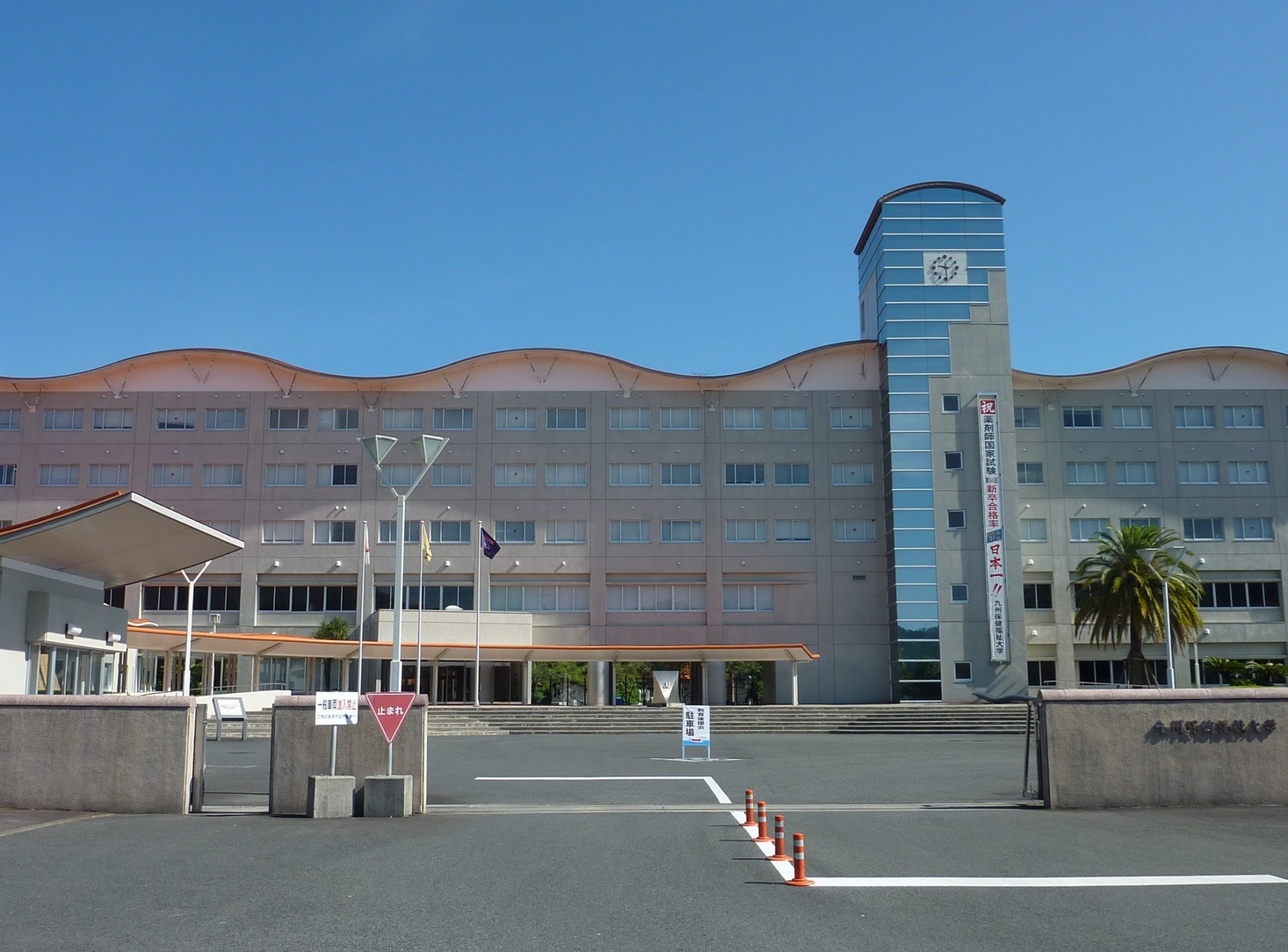
九州医療科学大学

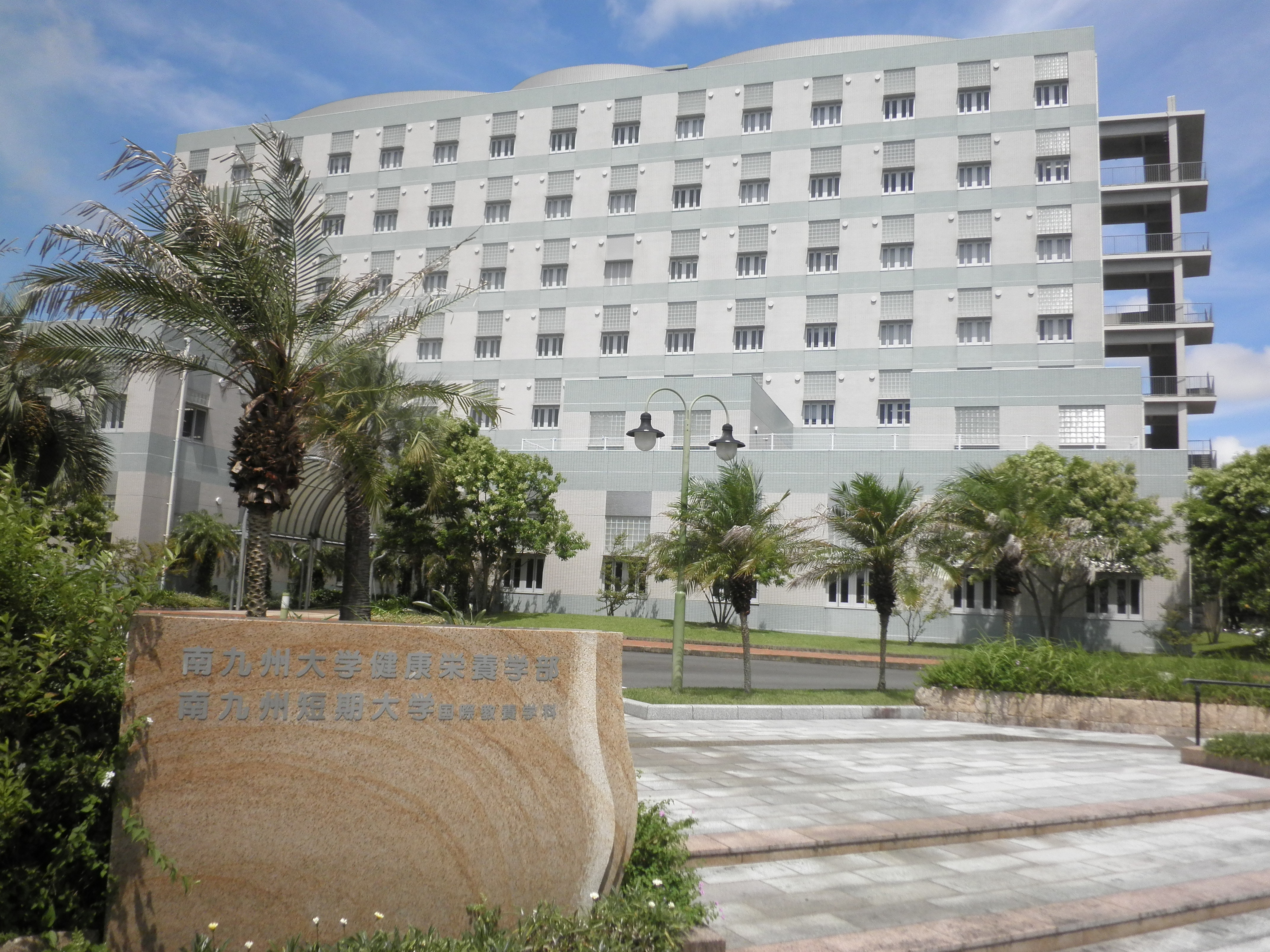
南九州大学（宮崎キャンパス）

大学
国立
- 宮崎大学

公立
- 宮崎県立看護大学
- 宮崎公立大学

私立
- 九州医療科学大学
- 宮崎国際大学
- 宮崎産業経営大学
- 南九州大学

短期大学
私立
- 宮崎学園短期大学
- 南九州大学短期大学部

通信制大学
私立
- 放送大学 宮崎学習センター

高等専門学校
国立
- 都城工業高等専門学校

専修学校
- 宮崎県専修学校一覧

特別支援学校
- 宮崎県特別支援学校一覧

高等学校
- 宮崎県高等学校一覧

中学校
- 宮崎県中学校一覧

小学校
- 宮崎県小学校一覧

幼稚園
- 宮崎県幼稚園一覧

その他教育機関
省庁大学校
- 航空大学校 宮崎キャンパス

農業大学校
- 宮崎県立農業大学校

## マスメディア

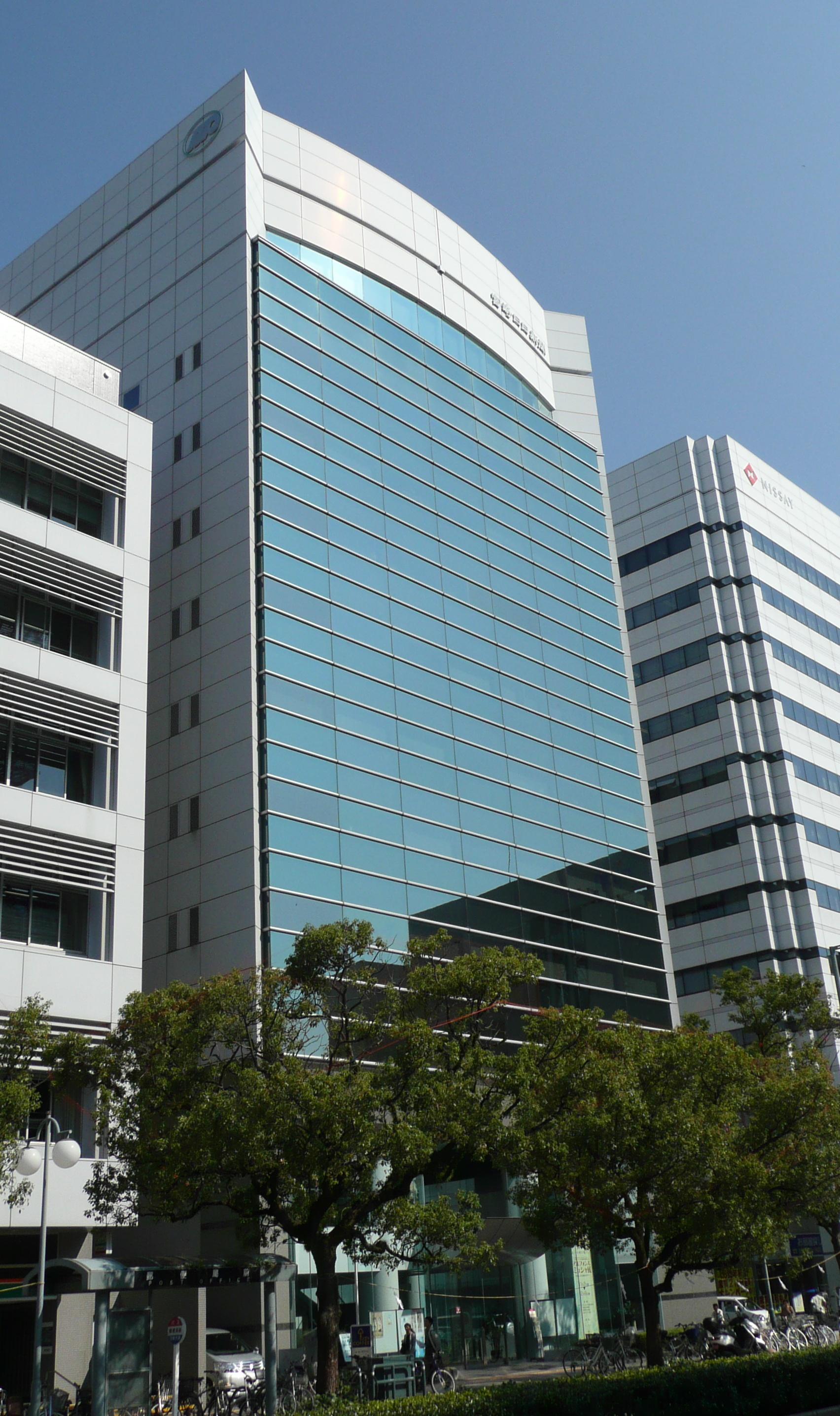
宮崎日日新聞（エフエム宮崎が入居）

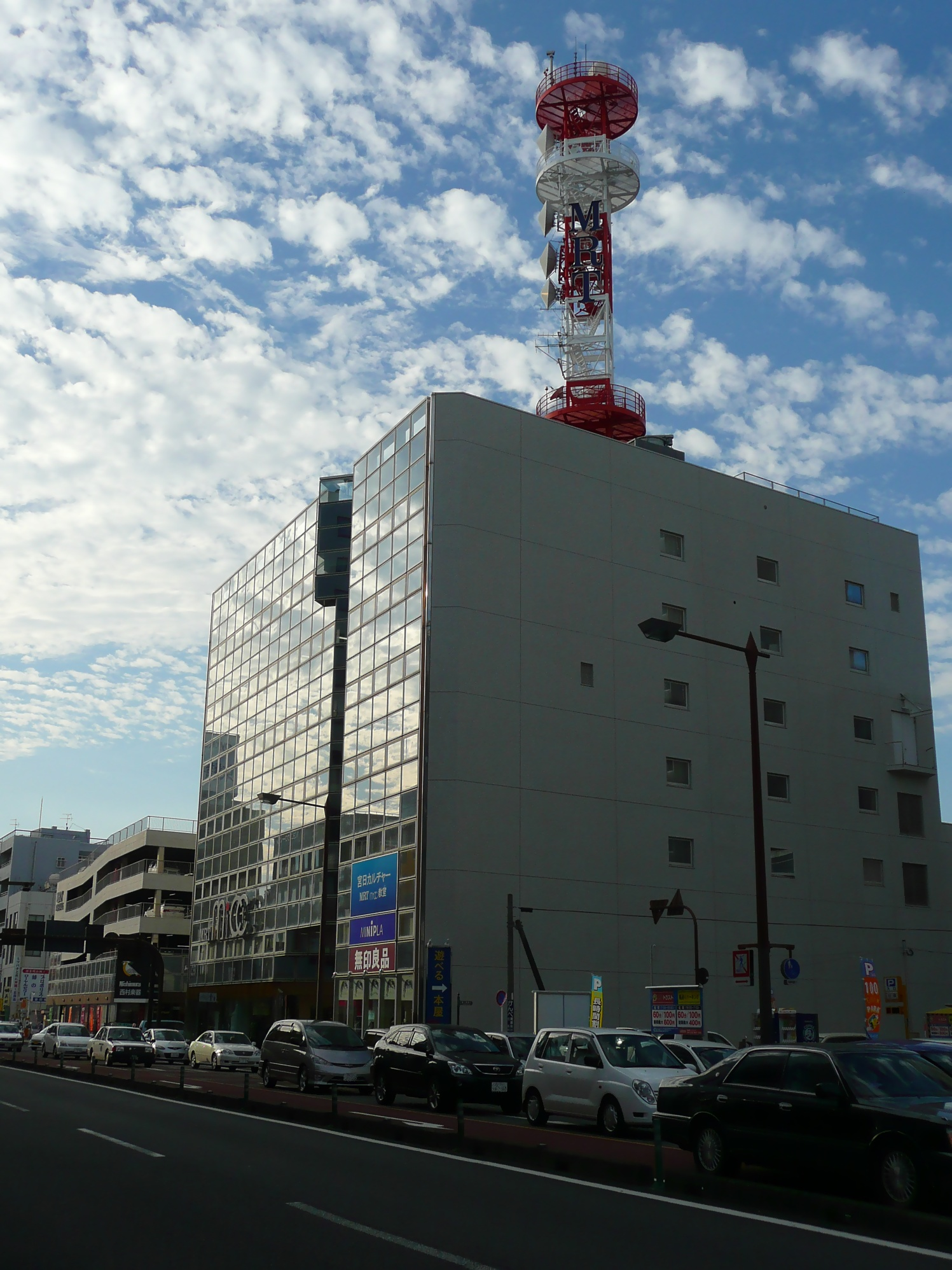
MRT宮崎放送

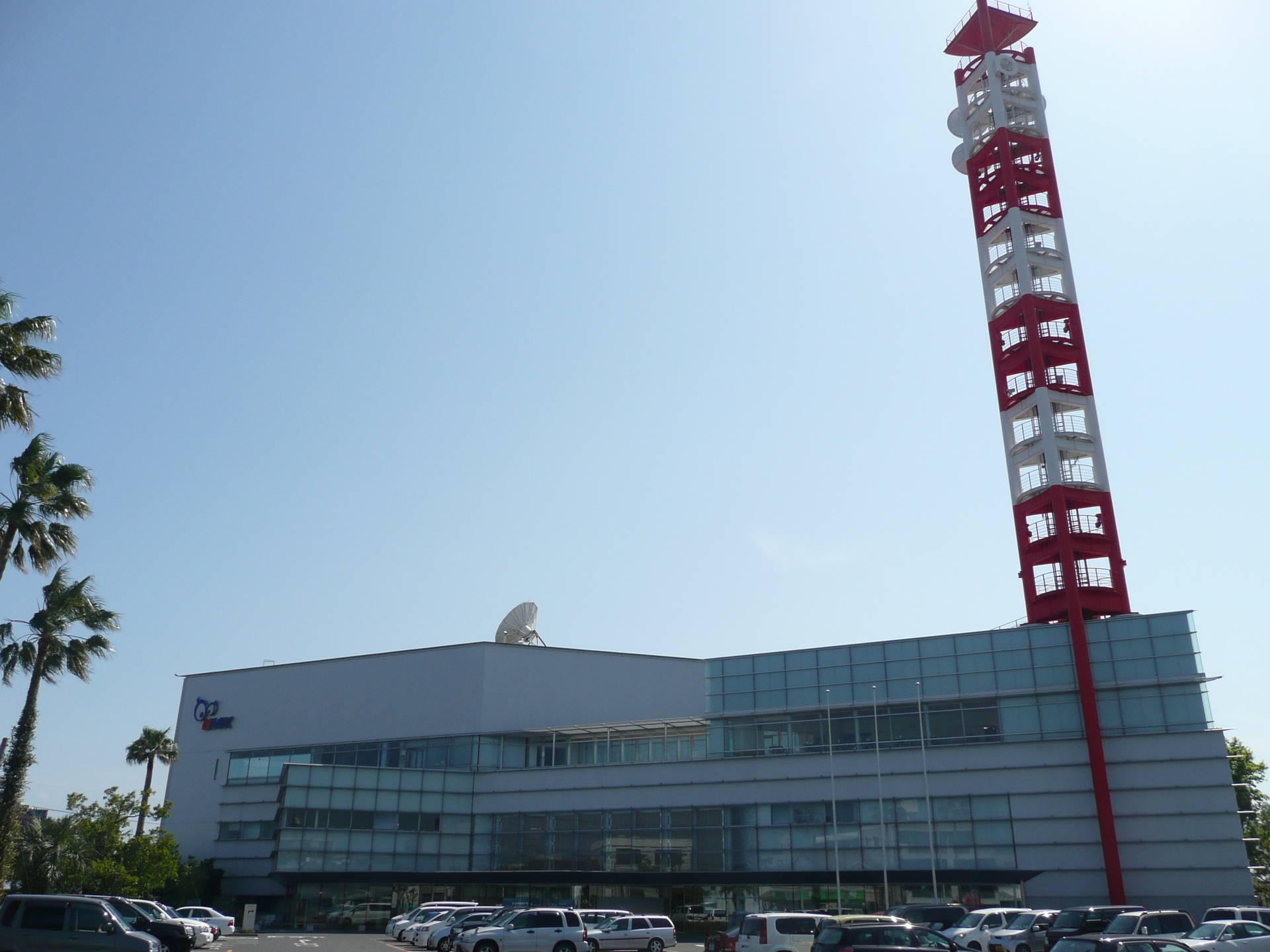
UMKテレビ宮崎

### 新聞
- 宮崎日日新聞
- 夕刊デイリー（近畿圏で発行されているデイリースポーツの夕刊とは別物）
- 読売新聞、朝日新聞、毎日新聞、日本経済新聞、西日本新聞、南日本新聞も県内に支局・通信部がある

宮崎県全域を対象とする地方紙として宮崎日日新聞があり、県北部（延岡・日向）を中心に夕刊紙の夕刊デイリー新聞が発刊されている。
読売・朝日・毎日は宮崎版で県内の記事を扱う。南日本新聞は鹿児島県の地方紙であるが県西部（諸県）においても販売されており、宮崎県政・県西部の話題についても「鹿児島県内のニュース」と同様に扱うことがある。読売新聞は宮崎日日新聞の工場にて県内全域と鹿児島県（北薩および離島除く）向けに発行される分を委託印刷している。なお、西日本新聞は2018年3月31日をもって宮崎・鹿児島両県での発行を終了した（西日本スポーツも同様）。

### テレビ
- NHK宮崎放送局（1960年7月開局）
- 宮崎放送 (MRT)（JNN系列、1960年10月開局）
- テレビ宮崎 (UMK)（FNN／FNS（主体）・NNN・ANN系列（クロスネット局）、1970年4月開局）

宮崎県は、他県で多くの放送局（平成新局）が開局しチャンネル数が増加した後も、放送対象地域とする民間放送はフジテレビ系列がメインのテレビ宮崎 (UMK) とTBS系列の宮崎放送 (MRT) の2局のみである。なお 1990年代に第3民放テレビ局ができる予定だったが、断念しており、現在も新局開局の予定・目途は立っていない（別項詳述参照）。
民放が2局しかない県は他に（福井県・山梨県）があるが、これらの県は共聴設備・ケーブルテレビ (CATV) または直接の地域外受信により隣県の放送局が視聴可能な地域が大半である。これに対し、本県では後述のように民放数の割にはケーブルテレビの普及率が低いこと、また地域外受信もえびの市・都城市・串間市・三股町などの一部で鹿児島県を放送対象地域とする民放 が、五ヶ瀬町などの一部で熊本県を放送対象地域とする民放 が視聴できるにとどまっていることから、日本国内では相対的な情報格差が存在するとされている。
なお、民放が2局しかないためテレビをつけているときは視聴中でない方の局を「裏」または「反対」と呼ぶことがある。
宮崎県は民放が2局以下の県の中ではケーブルテレビの普及率が最も低い42.5％（2020年度末現在） であるが、その一方で衛星放送加入率が高い。また、民放各局によるインターネット配信サービスTVerの2024年の1人当たりの平均再生数や平均再生時間が47都道府県で最多となっている。
ビデオリサーチによる通常の機械式視聴率調査が最後（2021年10月）に開始された都道府県の一つ（他には、福井県・山梨県・徳島県・佐賀県）である。2020年時点では年4回（2月・6月・10月・12月）の特定の1週間に日記式で調査が行われていた他、2020年3月30日以降は全国視聴率を算出するための機械式調査は行われていた。なお、本県を含むこれらの県は放送局数が少ないことから、視聴率調査が行われる場合は統計学上、民放が3局以上ある地域と比較して高い数値が出ることになる。一例として、『世界まるごとHOWマッチ!!』の関東地区での番組最高視聴率は33.8%だったが、宮崎地区においては1985年2月の調査で47.9%であった。
親局がある鰐塚山は、標高が1,119メートルと送信条件が良好であることから宮崎県外（特に鹿児島県の大隅地方）を含めて広範囲をカバーしている。
宮崎県内にアナログテレビ送信所が設置される1960年7月（NHK宮崎放送局開局）以前は、宮崎市内においては鹿児島局を、鹿児島局開局以前は広島局を電離層反射を利用して受信していた ほか、五ヶ瀬町や椎葉村では熊本県のテレビ局が、日之影町の見立地区では愛媛県のテレビ局が受信されていた。五ヶ瀬町の事情については五ヶ瀬中継局を参照。

#### 3局目の民間放送局構想
1990年に民放第3局の割り当て（宮崎21ch）がなされ、約400件の免許申請があった。その中でも日本テレビは沖縄とともに放送局設置計画を掲げていた（沖縄については南西放送を参照）が、バブル景気崩壊後の不況による影響や衛星放送へ資金を注入する必要があったことから、1993年4月までに「番組は無償で提供するが、開局支援はせずネット補償金は一切与えない」（番組スポンサーを自ら探さなければならないことを意味する。）としてキー局としての宮崎への進出を断念した。日本テレビ以外に宮崎進出の意思表示を示すキー局がなかった（1993年時点でフジテレビは新局設置を考えておらず、テレビ朝日は宮崎県についてはクロスネット局でいいと考えていた）ことから第3局の設置構想は暗礁に乗り上げた形となり、2000年9月6日には電波割り当てが取り消された。なお、宮崎新局のために確保されていた用地はのちに駐車場となっている。県としては、放送局などの民間企業の意向に一任し、行政主体で第3局の開局を推進することは困難であるという立場を取っている。
なお、東国原前知事もマニフェストにテレビ局の増設を掲載していた が、これは必ずしも地上波民放のことではなく、インターネットテレビのようなものもイメージしていたという。これに対し、早稲田大学マニフェスト研究所はこのマニフェストを「かなり遅れている、または方針転換」にあたるC評価（A・B・Cの3段階で最低）と判断している。

#### 地上デジタル放送
地上デジタル放送は2006年12月に鰐塚山親局から本放送を開始し、2008年7月の飯野・真幸中継局開局によりすべての市で、2009年10月までに西米良村（ほぼ全域が共同受信）を除く全市町村で直接受信が可能となった。こちらもアナログ放送同様宮崎県外、特に鹿児島県の大隅地方でも視聴可能である。

#### テレビ局の送信所

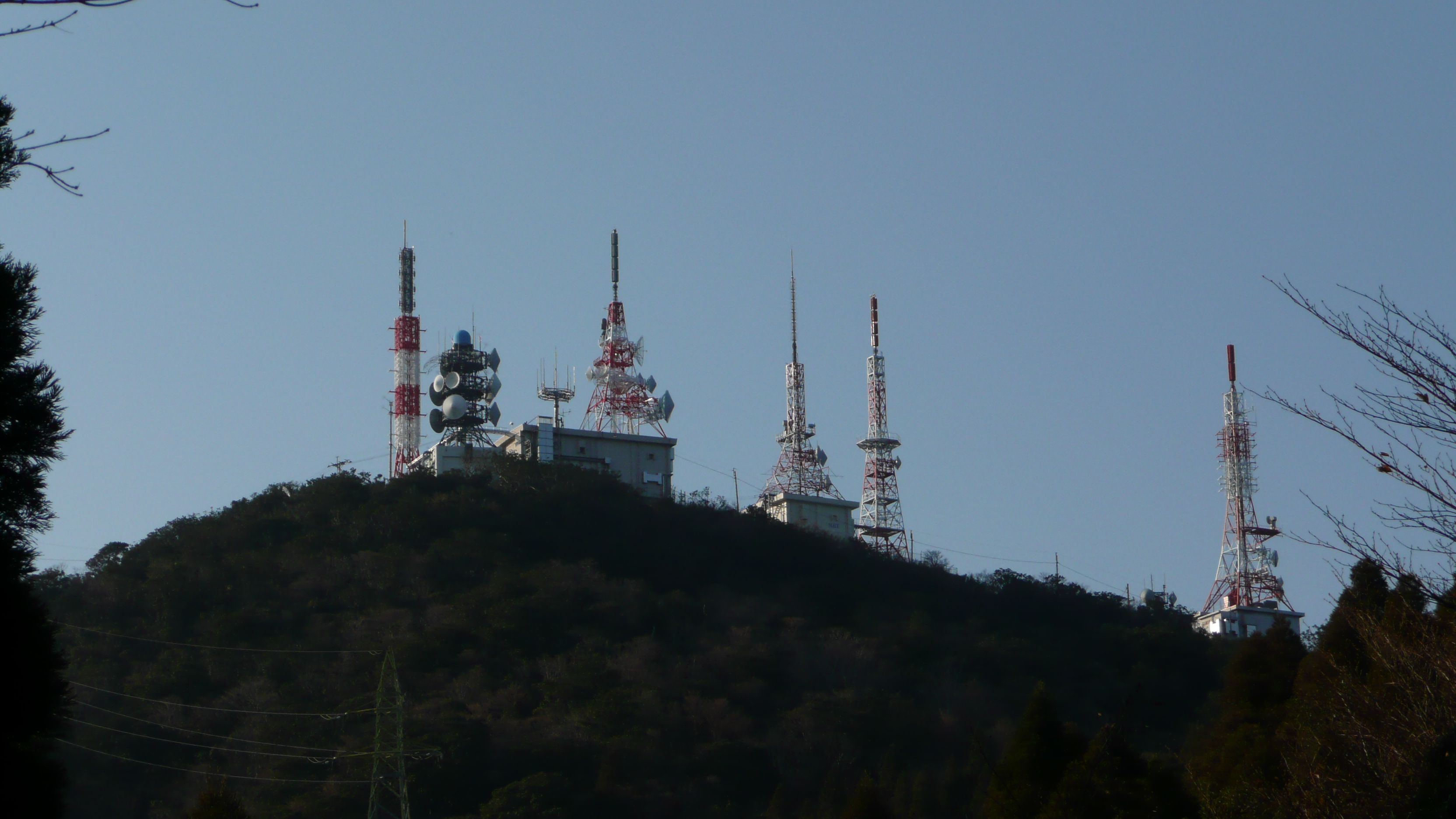
鰐塚山送信所（2007年。アナログテレビ・デジタルテレビのサイマル放送期）

宮崎県内のテレビ局は鰐塚山に親局となる送信所を設置しており、県内の7割以上をカバーしている。鰐塚山からの電波が届きにくい地域には約50の中継局（Category:宮崎県の放送送信所を参照）が設置されているが、送信出力や重要性に基づき中継局ごとに分類がなされている。微小局の大部分とミニサテライト局（ミニサテ）は地元自治体が建設費の一部を負担しており（これを宮崎方式または入郷方式と呼称する。後述）山間部の一部でも直接受信することができる。中継局のない地域では共同受信設備を各々で設置しており、特に西米良村ではほぼ全域で共同受信設備を利用している。
以下に記載する分類は、アナログテレビ放送中期の1980年代時点のものである（プラン局#従前のプラン局も参照）。
プラン局（地上デジタル放送の置局計画では大規模中継局）と呼ばれる中継局は、中継局の設置によりカバーエリアの大幅な拡大が見込めることから、基本的に放送局ごとが単独で設置している（地上デジタル放送では一部は共同建設となる）。宮崎県内では延岡・高千穂・串間・飯野（えびの市）の4中継局が該当し、微小局に分類される日向・青島・日之影も、放送局によってはプラン局に準じる形で整備された。
微小局はアナログ放送における送信出力が10W以下、0.5W以上の中継局を指し、難視聴地域のうち数百世帯をカバーする。日向・真幸（えびの市）は当初微小局に分類される中継局であったが、地上デジタル放送では重要中継局とされ、大規模中継局とほぼ同等の扱いとされた。
ミニサテライト局はアナログ放送における送信出力が0.1Wの中継局を指し、数十世帯をカバーする。宮崎県内では美々津に最初に設置され、その後20ほどの中継局が設置された。地上デジタル放送においては一部の中継局は設置されない。
宮崎方式
テレビ送信所の宮崎方式とは、中継局の設置費用の一部を受益者となる地元自治体が負担することである。
民間放送局としてはプラン局の設置だけで県内カバー率はほぼ100%となることから、山間部への中継局設置は費用対効果が見込めないものであった。これが設置の方向となったのは1973年に入郷地区（現在の美郷町・日向市東郷町・諸塚村・椎葉村）の自治体が設置費用の一部の負担を放送局側に申し入れたことによる。これにより入郷・日向西郷・東郷（1973年度）、北諸塚・南諸塚・椎葉（1974年度）に中継局が設置された。以後宮崎県内で設置された中継局に対しては基本的にこの方式が採用され、1984年度には中継局数がNHKと同じ48局に達している。

#### ケーブルテレビ
宮崎県におけるケーブルテレビは情報格差の是正（不足している系列局の補充）が主な目的である。
地上デジタル放送の区域外再放送は、ケーブルメディアワイワイ、BTV、宮崎ケーブルテレビ、QTnet各4社および諸塚村によるサービスとして実施されている。その他のケーブルテレビ局において、「自局のチャンネルサービス」として取り扱うのは県内のテレビ局のみであり、区域外再放送は上記4社からのサービス提供を受ける形をとっている。
| 放送局名                       | 放送局名                       | サービスエリア                                     | 区域外再放送                                                    | 備考 |
| ------------------------------ | ------------------------------ | -------------------------------------------------- | --------------------------------------------------------------- | --- |
| ケーブルメディアワイワイ       | ケーブルメディアワイワイ       | 延岡市、日向市、門川町 都農町、川南町              | KKT熊本県民テレビ KAB熊本朝日放送                               | 旧・テレビネットワーク延岡。愛称は「ワイワイテレビ」。セットトップボックス (STB) が必要。後述する高千穂町・日之影町・美郷町も事実上エリアに含まれる。 |
| 高千穂町光ケーブルネットワーク | 高千穂町光ケーブルネットワーク | 高千穂町                                           | KKT熊本県民テレビ KAB熊本朝日放送                               | 高千穂町の全世帯を対象とし、光ファイバーを活用したケーブルテレビ局を2011年6月に設置。「チャンネルリース」としてケーブルメディアワイワイが県内地上波を除く（熊本県民テレビ・熊本朝日放送を含む）サービスを提供する。 |
| ひのかげケーブルネットワーク   | ひのかげケーブルネットワーク   | 日之影町                                           | KKT熊本県民テレビ KAB熊本朝日放送                               | 略称は「HCN」。日之影町の全世帯を対象とした「ひのかげケーブルネットワーク整備事業」により、光ファイバーを活用したケーブルテレビ局を2011年5月に設置。「チャンネルリース」としてケーブルメディアワイワイが県内地上波を除く（熊本県民テレビ・熊本朝日放送を含む）サービスを提供する。 |
| 美郷町ケーブルテレビジョン     | 美郷町ケーブルテレビジョン     | 美郷町                                             | KKT熊本県民テレビ KAB熊本朝日放送                               | 愛称は「きららびじょん」。旧北郷村（北郷区）による村営のケーブルテレビ局が前身。2010年度にエリアを美郷町全域（西郷区・南郷区）に拡大。宮崎県の地上波放送・BSデジタル放送は美郷町が、熊本民放2波・CSデジタル放送はオプションとしてケーブルメディアワイワイが実施している。 |
| 諸塚村ケーブルテレビ           | 諸塚村ケーブルテレビ           | 諸塚村                                             | KKT熊本県民テレビ KAB熊本朝日放送                               | 愛称は「もろつか光ネット」。諸塚村内の全世帯を対象に2011年4月に設置。設置段階では区域外再放送は実施されなかったが、2023年5月より熊本波の再放送を開始した（STBは不要）。 |
| 宮崎ケーブルテレビ             | 宮崎ケーブルテレビ             | 宮崎市、西都市、国富町 綾町、高鍋町、新富町 木城町 | KYT鹿児島讀賣テレビ KKB鹿児島放送                               | 略称は「MCN」。株式会社QTnetと業務提携を行っており、両社の一部サービスを同時利用すると月額料金が割引となる「MCNテレビ with BBIQ」を提供している。セットトップボックス（STB）が必要。 |
| BBIQ光テレビ                   | BBIQ光テレビ                   | 宮崎市                                             | KYT鹿児島讀賣テレビ KKB鹿児島放送                               | 株式会社QTnetが展開しているケーブルテレビ（光放送）サービス。2018年1月4日より、宮崎市内のBBIQ光インターネット提供エリアにてサービス開始。地上波について、当初は県内４チャンネル（NHK総合・Eテレ、UMK、MRT）のみの提供であったが、2020年7月1日より鹿児島放送 (KKB) と鹿児島讀賣テレビ (KYT) の提供を開始。KKBとKYTを視聴するにはSTBが必要である。 |
| BTV                            | 日南局                         | 日南市                                             | KYT鹿児島讀賣テレビ KKB鹿児島放送                               | 旧・都城ケーブルテレビ。「BTVケーブルテレビ」の名でも親しまれている。県内には都城局・日南局が設置されている。かつては西諸局も設置されていたが、2023年6月末をもって都城局へ統合された。 都城局（都城市・三股町）は鹿児島県の民放すべて（MBC南日本放送・KTS鹿児島テレビ・KKB鹿児島放送・KYT鹿児島讀賣テレビ）を再送信しているが、日南局と都城局（旧西諸局エリアの高原町・小林市野尻町）については2局のみ（KKB鹿児島放送・KYT鹿児島讀賣テレビ）の再送信となっている。STB は不要（地上デジタル放送に対応したテレビのみで視聴可能）。都城市高崎町については2001年に都城局のエリア拡大扱いで進出したが、2010年代以降は西諸局エリアとも扱われていた。 |
| BTV                            | 都城局（旧・西諸局）           | 高原町、小林市（野尻町）                           | KYT鹿児島讀賣テレビ KKB鹿児島放送                               | 旧・都城ケーブルテレビ。「BTVケーブルテレビ」の名でも親しまれている。県内には都城局・日南局が設置されている。かつては西諸局も設置されていたが、2023年6月末をもって都城局へ統合された。 都城局（都城市・三股町）は鹿児島県の民放すべて（MBC南日本放送・KTS鹿児島テレビ・KKB鹿児島放送・KYT鹿児島讀賣テレビ）を再送信しているが、日南局と都城局（旧西諸局エリアの高原町・小林市野尻町）については2局のみ（KKB鹿児島放送・KYT鹿児島讀賣テレビ）の再送信となっている。STB は不要（地上デジタル放送に対応したテレビのみで視聴可能）。都城市高崎町については2001年に都城局のエリア拡大扱いで進出したが、2010年代以降は西諸局エリアとも扱われていた。 |
| BTV                            | 都城局                         | 都城市 三股町 鹿児島県曽於市（財部町）             | KYT鹿児島讀賣テレビ KKB鹿児島放送 KTS鹿児島テレビ MBC南日本放送 | 旧・都城ケーブルテレビ。「BTVケーブルテレビ」の名でも親しまれている。県内には都城局・日南局が設置されている。かつては西諸局も設置されていたが、2023年6月末をもって都城局へ統合された。 都城局（都城市・三股町）は鹿児島県の民放すべて（MBC南日本放送・KTS鹿児島テレビ・KKB鹿児島放送・KYT鹿児島讀賣テレビ）を再送信しているが、日南局と都城局（旧西諸局エリアの高原町・小林市野尻町）については2局のみ（KKB鹿児島放送・KYT鹿児島讀賣テレビ）の再送信となっている。STB は不要（地上デジタル放送に対応したテレビのみで視聴可能）。都城市高崎町については2001年に都城局のエリア拡大扱いで進出したが、2010年代以降は西諸局エリアとも扱われていた。 |
| 椎葉村ケーブルネットワーク     | 椎葉村ケーブルネットワーク     | 椎葉村                                             | なし                                                            | 愛称は「かて〜りネット」。地上波放送のデジタル化に伴う難視聴対策として、光ファイバーを活用し2010年4月に設置。全世帯が対象。設置段階では区域外再放送は実施されていない。 |

局舎外観

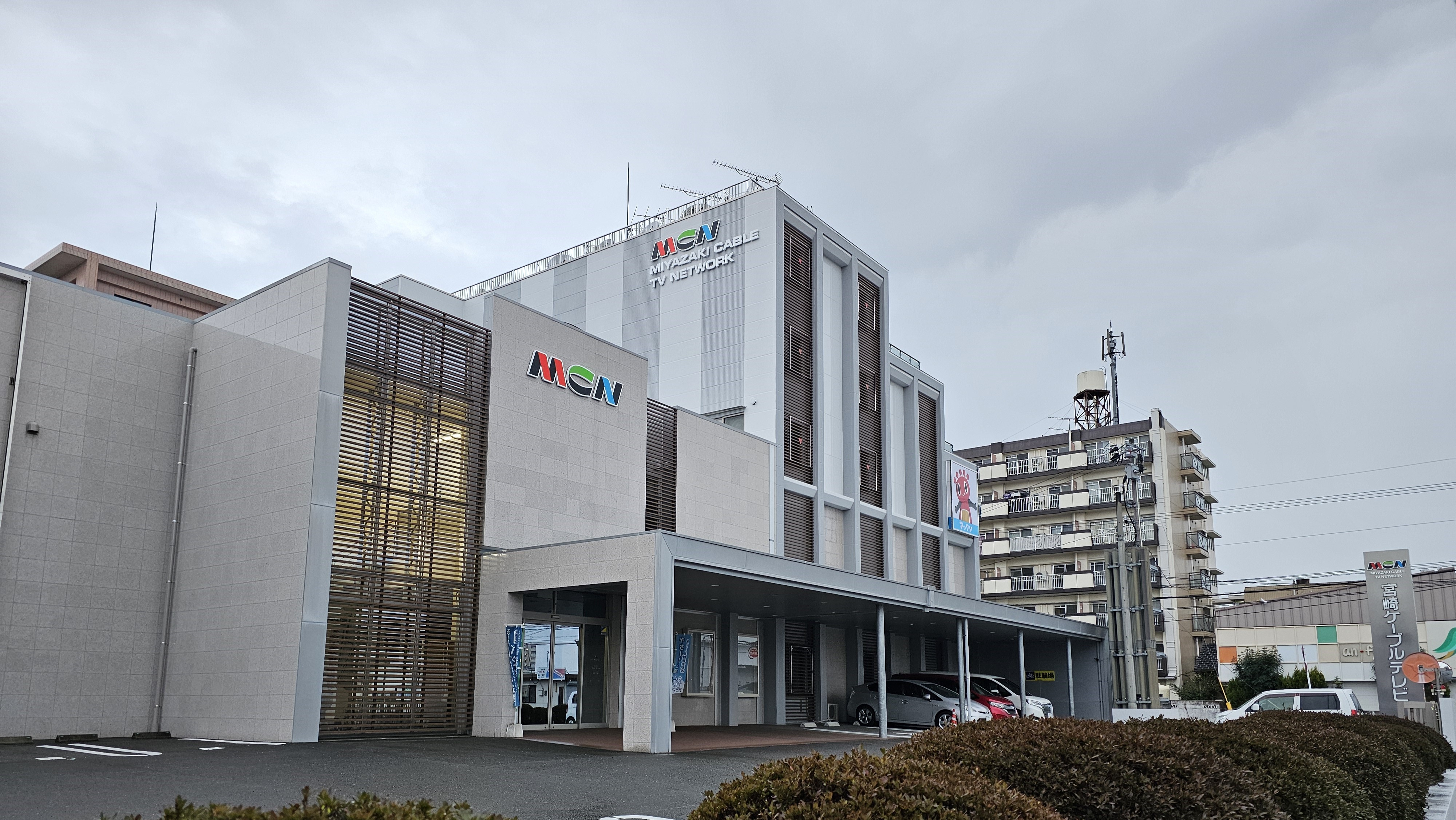
宮崎ケーブルテレビ（宮崎市）
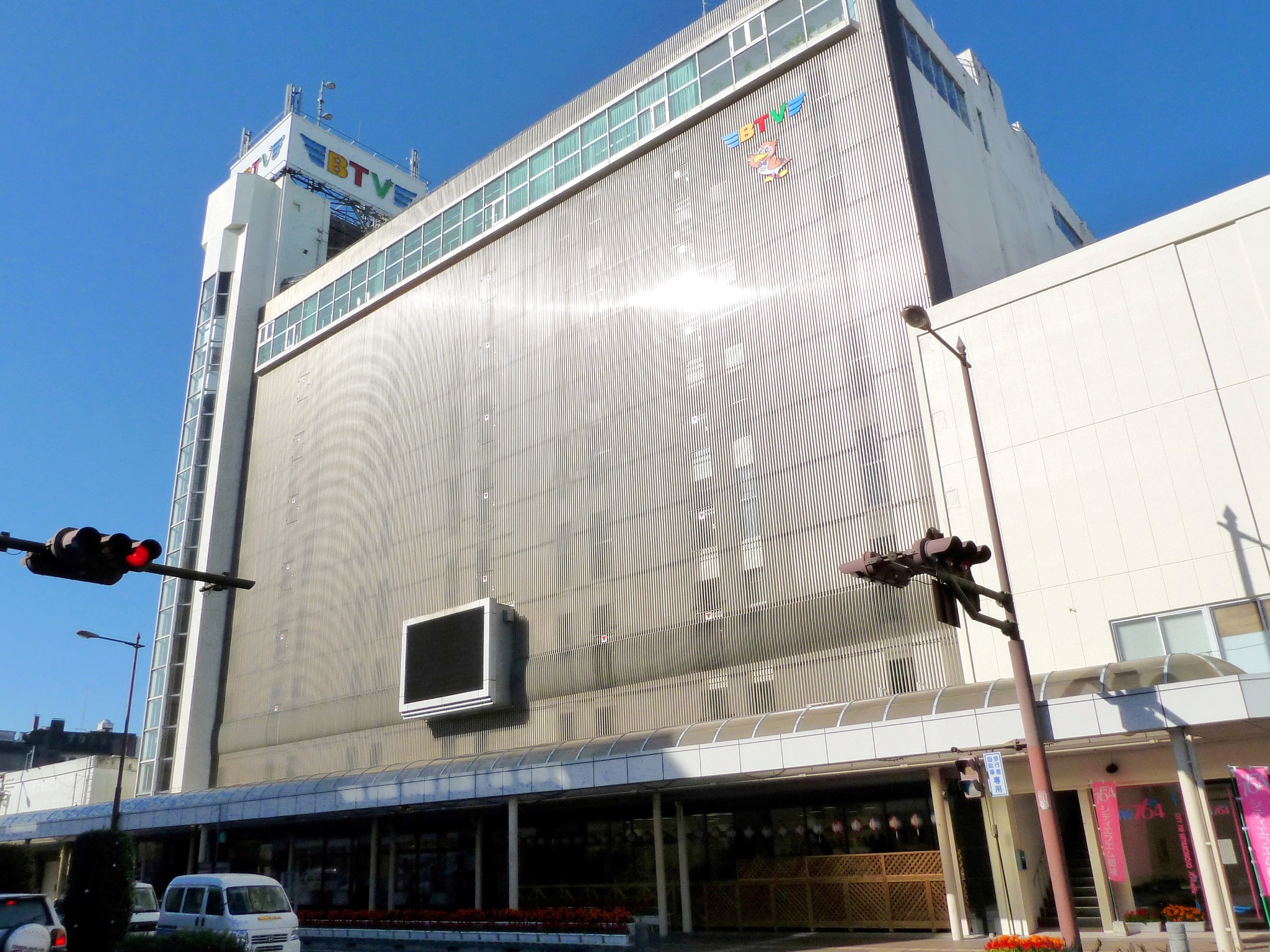
BTV本社が入居する都城IT産業ビル（都城市）
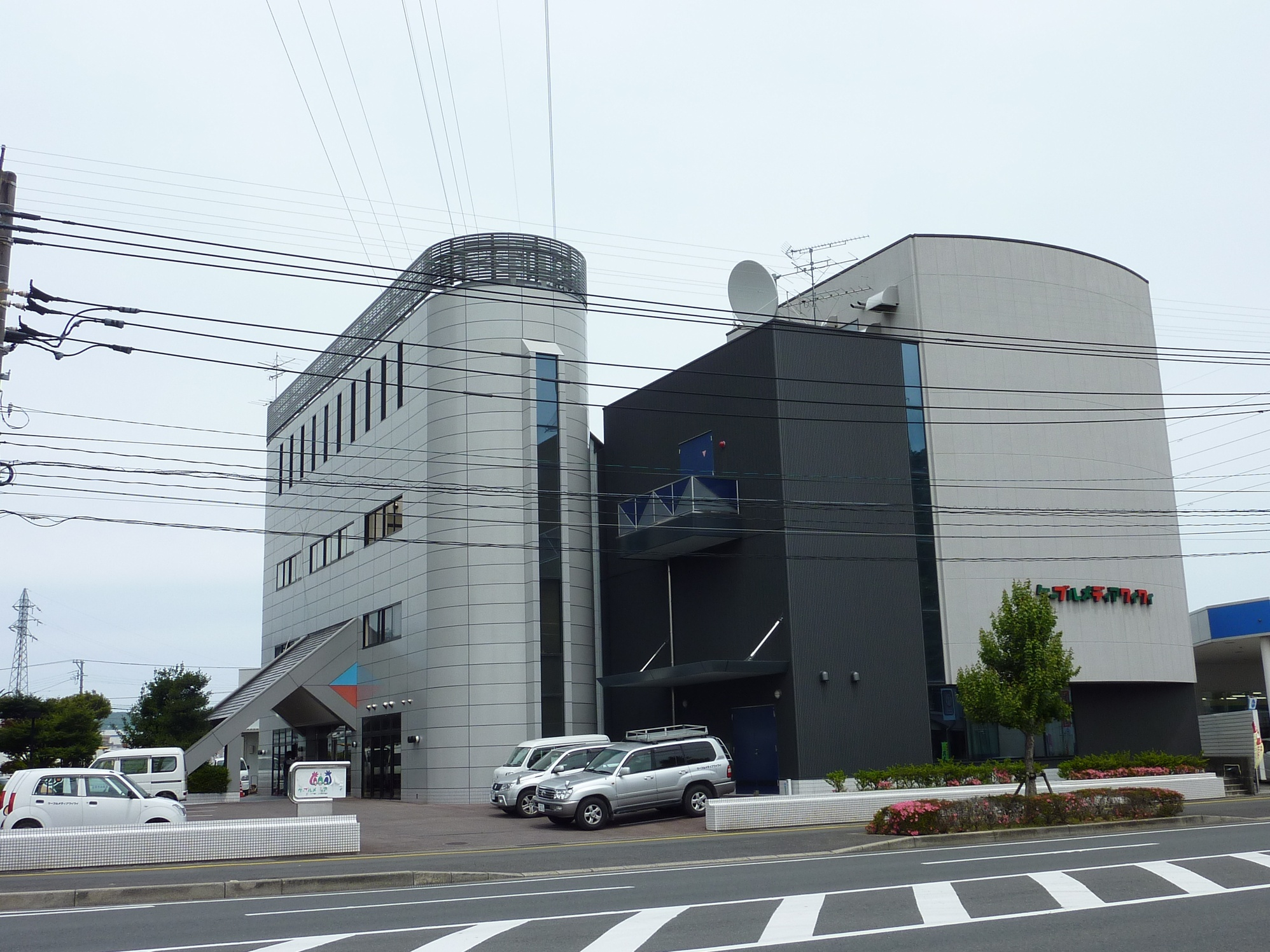
ケーブルメディアワイワイ本社（延岡市）
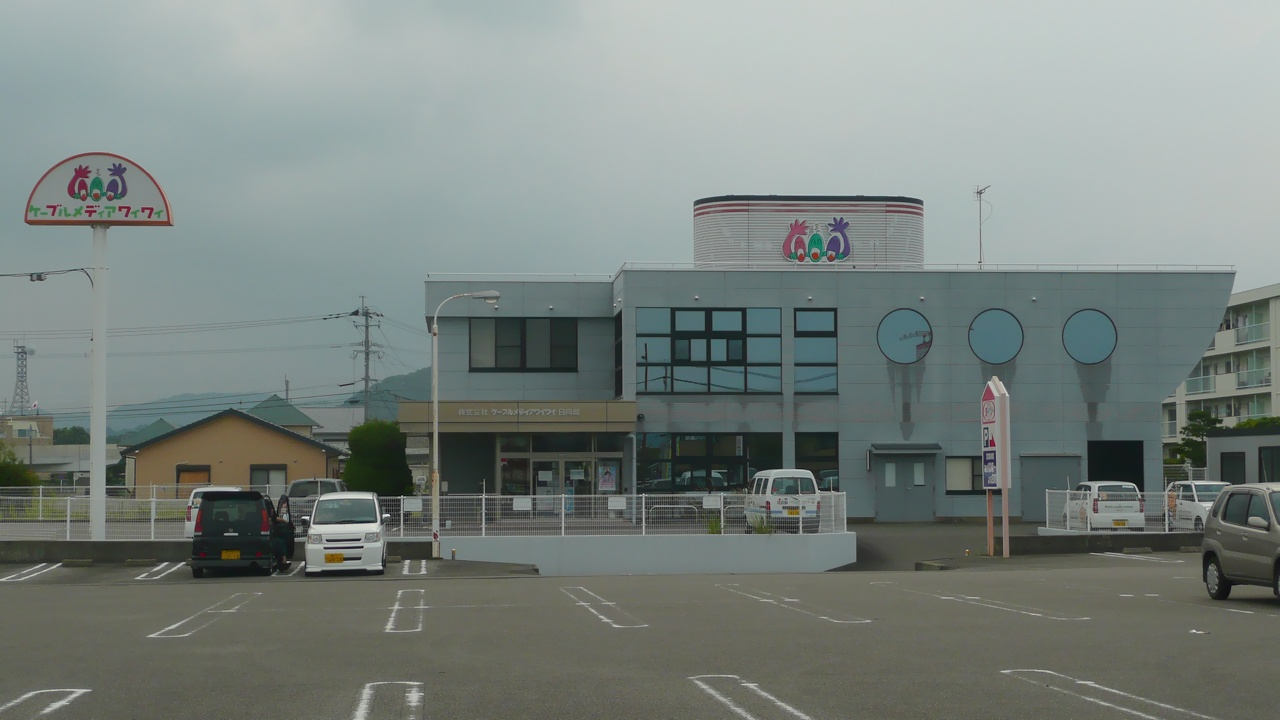
ケーブルメディアワイワイ日向局（日向市）

### ラジオ
- NHK宮崎放送局（AM・FM）

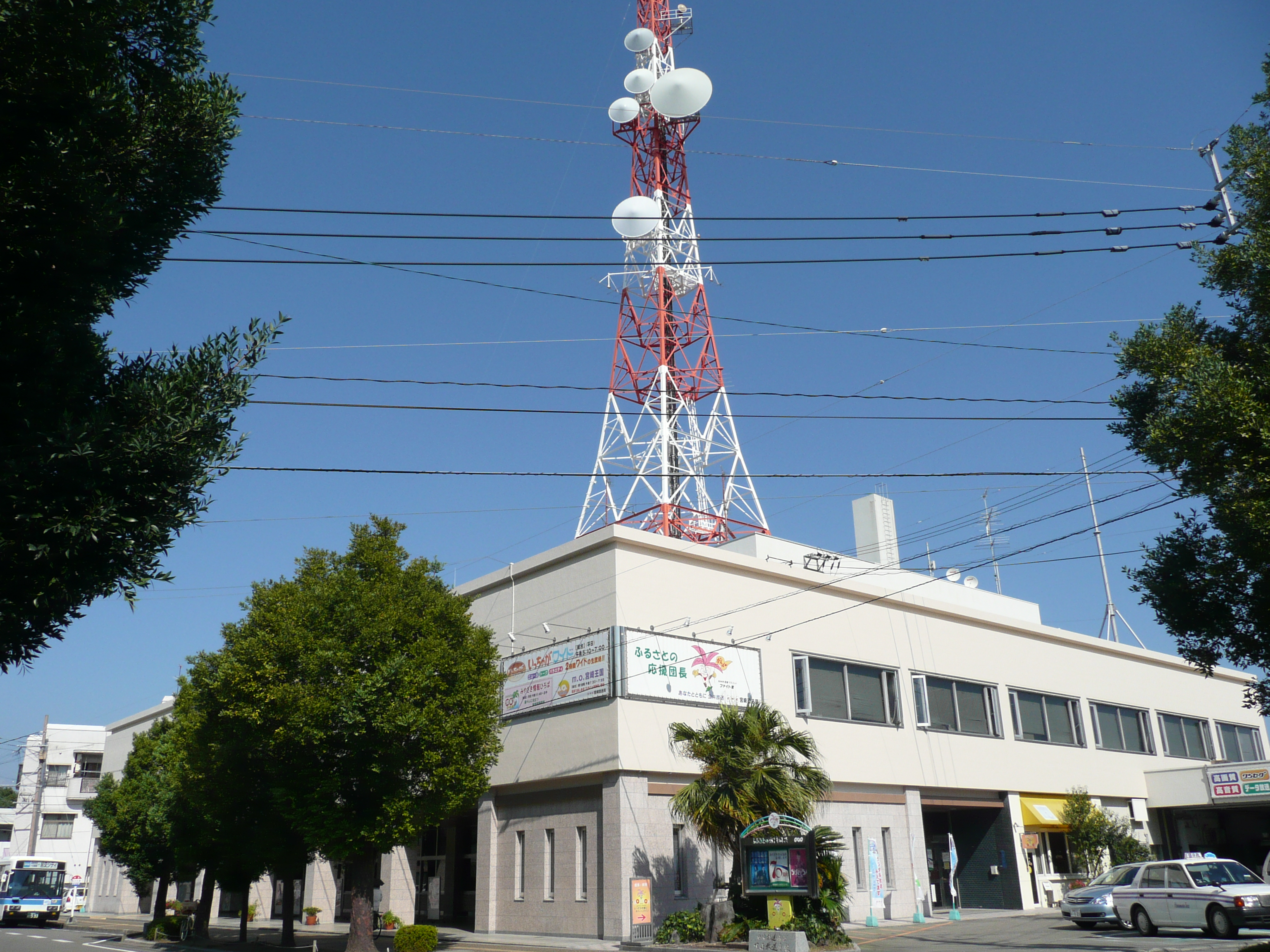
NHK宮崎放送局

- 宮崎放送 (MRTラジオ)（JRN・NRN系列）
- エフエム宮崎 (JOY FM) （JFN系列、宮崎日日新聞社とテレビ宮崎が主要株主）
- 宮崎サンシャインエフエム（コミュニティ放送）- 宮崎市、一部時間帯でミュージックバードを再送信
- FMのべおか（コミュニティ放送） - 延岡市
- FMひゅうが（コミュニティ放送） - 日向市・門川町、ケーブルメディアワイワイが運営、一部時間帯でミュージックバードを再送信

かつてはコミュニティFM局として宮崎市に宮崎シティエフエム (City FM77、2005年10月31日閉局)、都城市にシティエフエム都城（BTV運営、2024年3月31日閉局）があった。
ラジオ事情はテレビと比べてそれほど悪くなく、特にエフエム宮崎は1984年12月に開局（九州で3番目、全国民放エフエムでも53局中12番目）と比較的早いほうであった。ただ、MRTラジオについては、宮崎に電波割り当てがなされながらも開局の動きがなかったために、南日本放送（MBC、鹿児島県の放送局）が宮崎への中継局設置を計画していたところに、これを阻止するという目的で開局している。
MRTラジオとJOY FMはradikoを通じて、宮崎県内限定との地域制限 があるもののインターネット上での聴取も可能となっている。サンシャインFMとFMひゅうがについては全世界においてインターネット上で聴取できる（SimulRadioやスマートフォン向けアプリケーション「FM++」経由による）。
地域によっては周辺各県のラジオ局も受信できることがある。一例として、熊本放送 は高千穂・えびの方面を公式にサービスエリアとしている。
また、ラジオ放送もテレビと同じく県外での聴取が可能であり、MRTラジオは愛媛県南予南部、高知県西南地域、熊本県球磨地方、大分県南部、鹿児島県大隅半島を、エフエム宮崎は高知県西南地域、鹿児島県大隅半島全域、錦江湾沿岸（鹿児島市・指宿市・霧島市・姶良市）、種子島・屋久島などを公式にサービスエリアとしている。鹿児島県の地方紙・南日本新聞ではMRTラジオとエフエム宮崎の番組欄が掲載されている。

## 文化・スポーツ

### 県民性
宮崎県の典型的男性を表す言葉として「いもがらぼくと」、女性を表す言葉として「日向かぼちゃ」がある。前者は「芋がらで作った木刀」の意であり、見掛けは立派だが芯のないお人よしであることを意味し、後者は、見た目は黒く小ぶりだが味はしっかりしているということを意味しており、民謡（ただし、近年の作によるもの）にも歌われる。
そもそも、「県民性」というものがステレオタイプのものであり、多くの例外を含んでいるものであるが、宮崎県は歴史的に明治以前は一体性を欠いていたのに加え、風土も地域によってかなり異なる（例えば、冬季における温暖のイメージは、県西部においては当てはまらない）ことから、単一のイメージには当てはまらない例も多い。
「日向時間」
日向（ひゅうが）時間とは、宮崎県人が良くも悪くものんびり屋で、時間にルーズでありながらも寛大に受け止める言葉。集合の予定時間に自宅を出発する人がいるなど、時間設定の個人間のずれを指す。この習慣から、時間のずれをあらかじめ見込んで、集合時間などを早めに設定する事もある。なお、類似例は南四国や鹿児島・沖縄などの太平洋側に広範囲で見受けられる。

### 方言
宮崎県の大部分では豊日方言に分類される宮崎弁が話されているが、かつて薩摩藩領だった諸県地方では薩隅方言に分類される諸県弁が話される。2007年から2011年に県知事を務めた東国原英夫が初議会で発言した「どげんかせんといかん」が流行語になったが、これは諸県弁であり、宮崎弁に直せば「どんげかせんといかん」となる。東国原など苗字が他県と違う特徴があり、東国原の出身が鹿児島県と隣接する都城市であることから、宮崎県全体では「どんげかせんといかん」の方が通じる。

### 食文化
郷土料理

- 冷や汁
- 長饅頭
- チーズ饅頭

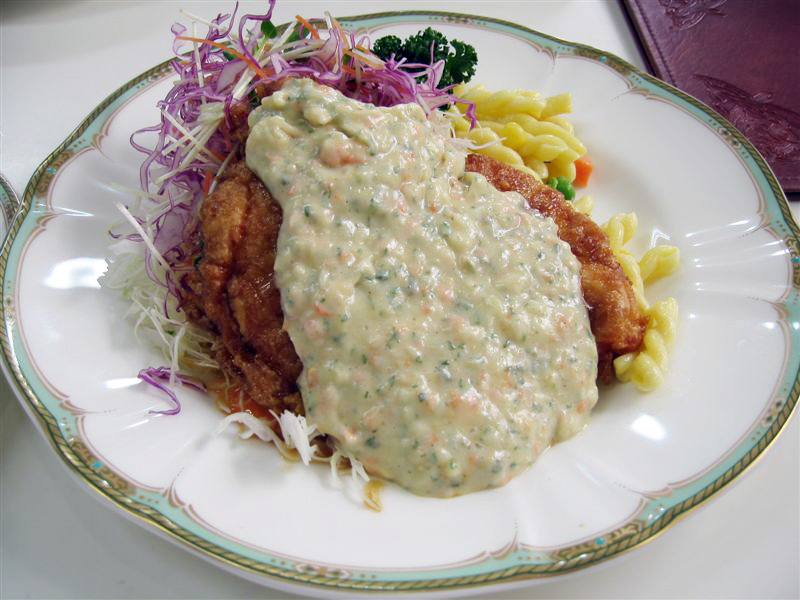
チキン南蛮

- チキン南蛮 （延岡・宮崎地方） - 発祥地とされる
- 魚うどん （日南市周辺）
- 飫肥天 （日南市周辺）
- 都城地方は鹿児島と共通する郷土料理が多い。
  - がね（都城地方）
  - ねりくり
  - あくまき

ご当地グルメ
- 釜揚げうどん
- 肉巻きおにぎり
- 宮崎地鶏（みやざき地頭鶏） - 炭火焼。
- 宮崎牛
- 宮崎ハマユウポーク
- レタス巻き - 発祥地とされる
- 辛麺 -延岡市発祥とされる

### 伝統工芸
経済産業大臣指定伝統的工芸品
- 本場大島紬（織物、1975年）
- 都城大弓（竹工品、1994年）

伝統工芸品

### スポーツ

#### スポーツチーム
野球
- プロ野球
  - 宮崎サンシャインズ（九州アジアリーグ）
    - 四国アイランドリーグplusがかつて県内への球団設置構想を持っていたが事実上消滅した。

- 社会人野球
  - 宮崎ゴールデンゴールズ（宮崎市）
  - 宮崎梅田学園（宮崎市）
  - 宮崎福祉医療カレッジ（日南市）

バスケットボール
- プロバスケットボール
  - 宮崎シャイニングサンズ - bjリーグ所属（活動休止扱い）。※宮崎県初のプロスポーツチーム

サッカー
- プロサッカークラブ
  - テゲバジャーロ宮崎 - Jリーグ所属（宮崎市）

- 社会人サッカークラブ
  - ミネベアミツミFC - 日本フットボールリーグ所属（宮崎市）
  - ヴェロスクロノス都農 - 九州サッカーリーグ所属（都農町）

陸上競技
- 旭化成陸上部（延岡市）
- 宮崎銀行女子陸上部（宮崎市）

#### 定期開催されるスポーツイベント
野球
- 10月：プロ野球教育リーグ（フェニックスリーグ） - （宮崎市・西都市・日南市・日向市・串間市）

ゴルフ
- 3月：女子 アクサレディスゴルフトーナメント in MIYAZAKI（UMKカントリークラブ） - （宮崎市）
- 11月：男子 ダンロップフェニックストーナメント（フェニックスカントリークラブ） - （宮崎市）
- 11月：女子 JLPGAツアーチャンピオンシップ（宮崎カントリークラブ） - （宮崎市）

ビーチバレー
- 9月：ファイテンJBVツアー 霧島酒造オープン（宮崎霧島ファクトリーガーデン） - （都城市）

マラソン
- 日本陸上競技連盟公認フルマラソン
  - 2月：延岡西日本マラソン - （延岡市） ※九州3大マラソンの一つ
  - 12月：青島太平洋マラソン - （宮崎市）

- 日本陸上競技連盟公認ハーフマラソン
  - 2月：都農尾鈴マラソン大会 - （都農町）

車いすマラソン
- 11月：日南市車いすマラソン - （日南市）

トライアスロン
- 7月：宮崎シーガイアトライアスロン - （宮崎市）

その他
- 宮崎チャレンジマッチ - （宮崎市）
  - 第1回体会（2010年） - バスケットボール
  - 第2回大会（2011年） - ハンドボール
  - 第3回大会（2012年） - ラグビー
  - 第4回大会（2013年） - ソフトボール

#### 過去開催されたスポーツイベント
- 1979年（昭和54年）
  - 第34回国民体育大会（日本のふるさと宮崎国体）
  - 第15回全国身体障害者スポーツ大会
- 1989年（平成元年）
  - プロ野球公式戦 「福岡ダイエーホークス 対 ロッテオリオンズ」
- 1990年（平成02年）
  - 第13回世界アマチュアサーフィン選手権 宮崎大会
- 1991年（平成03年）
  - 第12回全日本マスターズ陸上競技選手権大会
- 1992年（平成04年）
  - 平成4年度全国高校総合体育大会
- 1993年（平成05年）
  - 第10回世界ベテランズ陸上競技選手権大会
- 1994年（平成06年）
  - 第5回世界少年野球大会 宮崎大会
- 1996年（平成08年）
  - 第9回全国健康福祉祭
- 1997年（平成09年）
  - プロ野球イースタン・リーグ公式戦 「読売ジャイアンツ 対 ヤクルトスワローズ」
  - 全日本ベテランズゴルフフェスティバル
- 1998年（平成10年）
  - NECデビスカップ1998 アジア/オセアニアゾーングループ 2回戦 「日本 対 ニュージーランド」
- 1999年（平成11年）
  - プロボクシングWBA世界スーパーフライ級タイトルマッチ 「ヘスス・ロハス 対 戸高秀樹」
- 2001年（平成13年）
  - プロ野球公式戦 「ヤクルトスワローズ 対 広島東洋カープ」
  - 第1回日本スポーツマスターズ
- 2004年（平成16年）
  - プロ野球公式戦 「読売ジャイアンツ 対 広島東洋カープ」
  - 第17回ファーム日本選手権
- 2005年（平成17年）
  - 第23回アジア野球選手権大会
  - フレッシュオールスターゲーム
- 2008年（平成20年）
  - プロ野球公式戦 「福岡ソフトバンクホークス 対 埼玉西武ライオンズ」
- 2011年（平成23年）
  - 第24回ファーム日本選手権
- 2013年（平成25年）
  - 第26回ファーム日本選手権
  - 日本女子サッカーリーグ 「ジェフユナイテッド市原・千葉レディース 対 INAC神戸レオネッサ」
- 2014年（平成26年）
  - プロ野球公式戦 「読売ジャイアンツ 対 横浜DeNAベイスターズ」
  - 第6回IBAF女子ワールドカップ
  - 第27回ファーム日本選手権
- 2019年（令和元年）
  - 明治安田生命J3リーグ 「FC東京U-23 対 ロアッソ熊本」

#### スポーツキャンプ・合宿の受入実績
| 年度     | 団体数    | 参加人数 | 延べ参加人数 | 主な春季プロスポーツキャンプ                                                                       | 主な春季プロスポーツキャンプ                          | 主な春季プロスポーツキャンプ |
| 年度     | 団体数    | 参加人数 | 延べ参加人数 | 国内                                                                                               | 韓国                                                  | 中国                         |
| -------- | --------- | -------- | ------------ | -------------------------------------------------------------------------------------------------- | ----------------------------------------------------- | ---------------------------- |
| 2005年度 | 898団体   | 22,103人 | 136,594人    | サッカー日本代表 プロ野球5球団/全12球団中 J1 9チーム/全18チーム中 J2 4チーム/全13チーム中          | Kリーグ 1チーム/全14チーム中                          | -                            |
| 2006年度 | 933団体   | 22,362人 | 151,894人    | プロ野球5球団/全12球団中 J1 9チーム/全18チーム中 J2 6チーム/全13チーム中                           | プロ野球 2球団/全8球団中 Kリーグ 1チーム/全14チーム中 | プロサッカー 1チーム         |
| 2007年度 | 1,041団体 | 27,335人 | 162,148人    | 不明                                                                                               | 不明                                                  | 不明                         |
| 2008年度 | 1,122団体 | 27,281人 | 160,858人    | WBC日本代表 プロ野球5球団/全12球団中 J1 9チーム/全18チーム中 J2 9チーム/全18チーム中               | プロ野球 2球団/全8球団中                              | -                            |
| 2009年度 | 1,129団体 | 30,513人 | 162,767人    | プロ野球5球団/全12球団中 J1 11チーム/全18チーム中 J2 7チーム/全19チーム中                          | プロ野球 2球団/全8球団中 Kリーグ 1チーム/全14チーム中 | プロサッカー 1チーム         |
| 2010年度 | 1,040団体 | 24,424人 | 155,369人    | プロ野球 5球団/全12球団中 J1 9チーム/全18チーム中 J2 5チーム/全20チーム中                          | プロ野球 2球団/全8球団中 Kリーグ 1チーム/全14チーム中 | -                            |
| 2011年度 | 1,115団体 | 27,951人 | 166,492人    | プロ野球 5球団/全12球団中 J1 10チーム/全18チーム中 J2 13チーム/全22チーム中                        | Kリーグ 2チーム/全14チーム中                          | -                            |
| 2012年度 | 1,241団体 | 30,540人 | 168,017人    | WBC日本代表 プロ野球 5球団/全12球団中 J1 10チーム/全18チーム中 J2 9チーム/全22チーム中             | プロ野球 1球団/全9球団中 Kリーグ 1チーム/全14チーム中 | -                            |
| 2013年度 | 1,211団体 | 29,738人 | 173,633人    | プロ野球 5球団/全12球団中 J1 12チーム/全18チーム中 J2 7チーム/全22チーム中 J3 1チーム/全12チーム中 | プロ野球 1球団/全9球団中                              | -                            |

## 観光

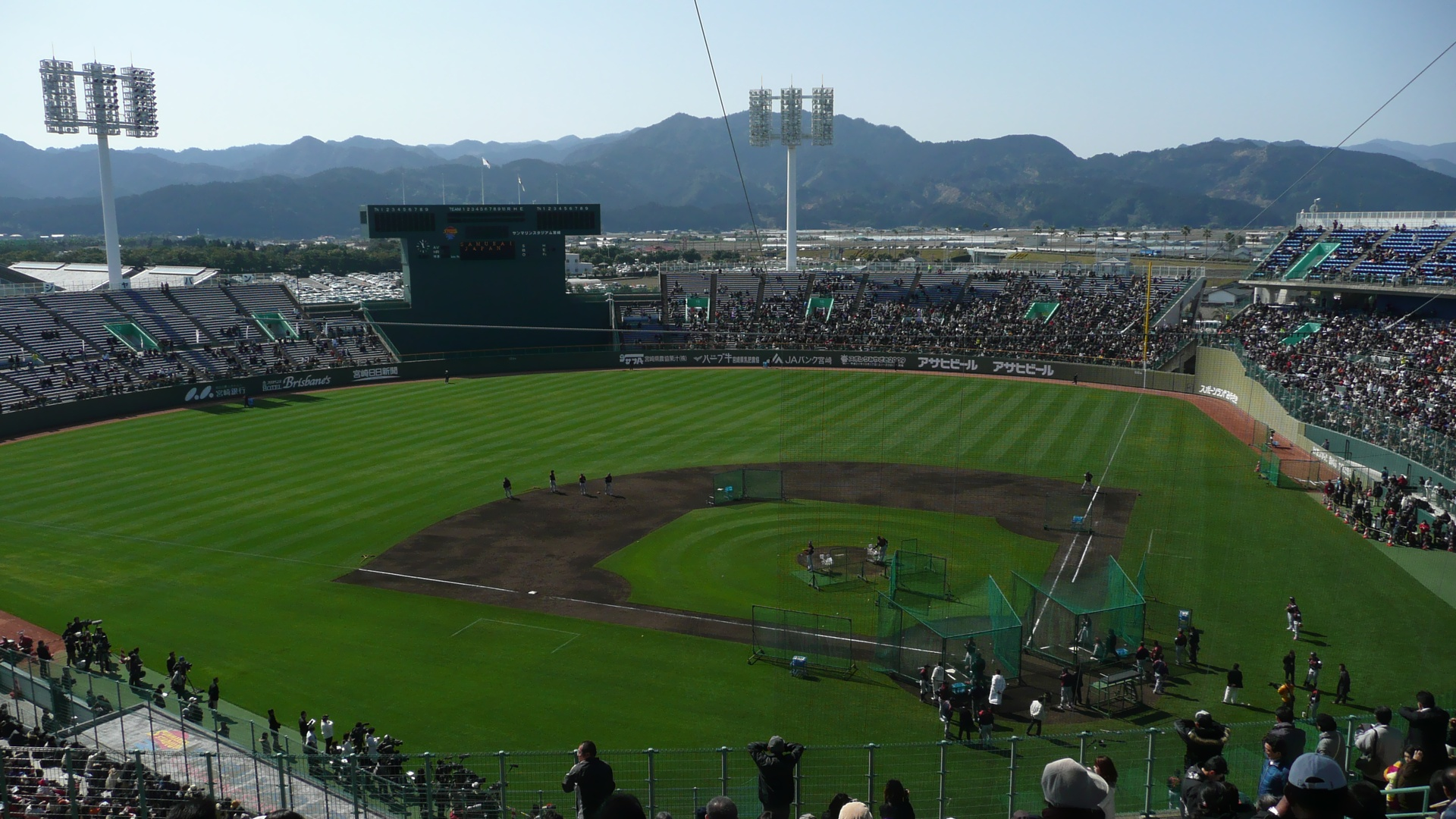
野球キャンプ（サンマリンスタジアム宮崎）。

1960年代には新婚旅行のメッカとして全国的に有名であり、「観光宮崎」として地域経済に貢献したが、日本人の余暇や観光に対する価値観の変化に対応できず低迷している。また、本県の観光はいわゆる「南国情緒」が売りものであったが、1972年の沖縄返還以降は同様のイメージでは沖縄県と競合、同県は沖縄振興特別措置法に基づく税制面での特例 が適用されることから、本県の競争力は相対的に低下した。さらに、1990年代以降は円高や規制緩和などにより格安となった海外旅行との競合もある。これらの悪条件に対し、1990年代末までは個人消費の拡大などによって乗り切ったが、ITバブル期を経た2000年代初頭には県内の大型リゾート施設であるシーガイアが会社更生法の適用を申請したほか、県内最大の交通企業であり、観光宮崎の牽引役であった宮崎交通が産業再生機構の支援を仰ぐことになった。
また有力な観光資源である温泉については、隣県の大分県・熊本県・鹿児島県とは異なり、本県は西日本火山帯の火山フロント より東側にあることから、火山性温泉にあまり恵まれていない。
県内に国宝がない（県内からの出土品である日向国西都原古墳出土金銅馬具類が東京都の五島美術館に所蔵されている）。2018年現在、国宝が1つもない都道府県は、徳島県と当県のみである。
観光業復活の鍵として、プロ野球（巨人・広島・ソフトバンク・西武・オリックス・東京ヤクルト（ファームのみ）・楽天（ファームのみ）7球団）・サッカーのキャンプ地巡るツアーや、宿泊を含めたゴルフプランが主催されているほか、近隣国（韓国・中国・台湾）からの顧客開拓を図っている。2019年の訪日外国人観光客数は166,042人で、最も多かった国籍は香港で49,236人、そして台湾の41,663人、続いて韓国の36,104人という。
宮崎県は、サーフィンに好適で空港や高速道路からのアクセスの良い海岸に恵まれた日本最南端の県である。このことは、国内の主要サーフィン大会は5月に行われる本県での国際大会（WQS 4-starランク）から始まることや、日本サーフィン連盟協力サーフショップの数が九州で1番多いことからもうかがえる。ただし、一般的にサーフィンは特段の施設を利用しない（天然の海を利用する）余暇であることから、観光業にとっては宿泊と最低限の飲食費以外の経済効果が薄いという見方もある。

### 重要伝統的建造物群保存地区

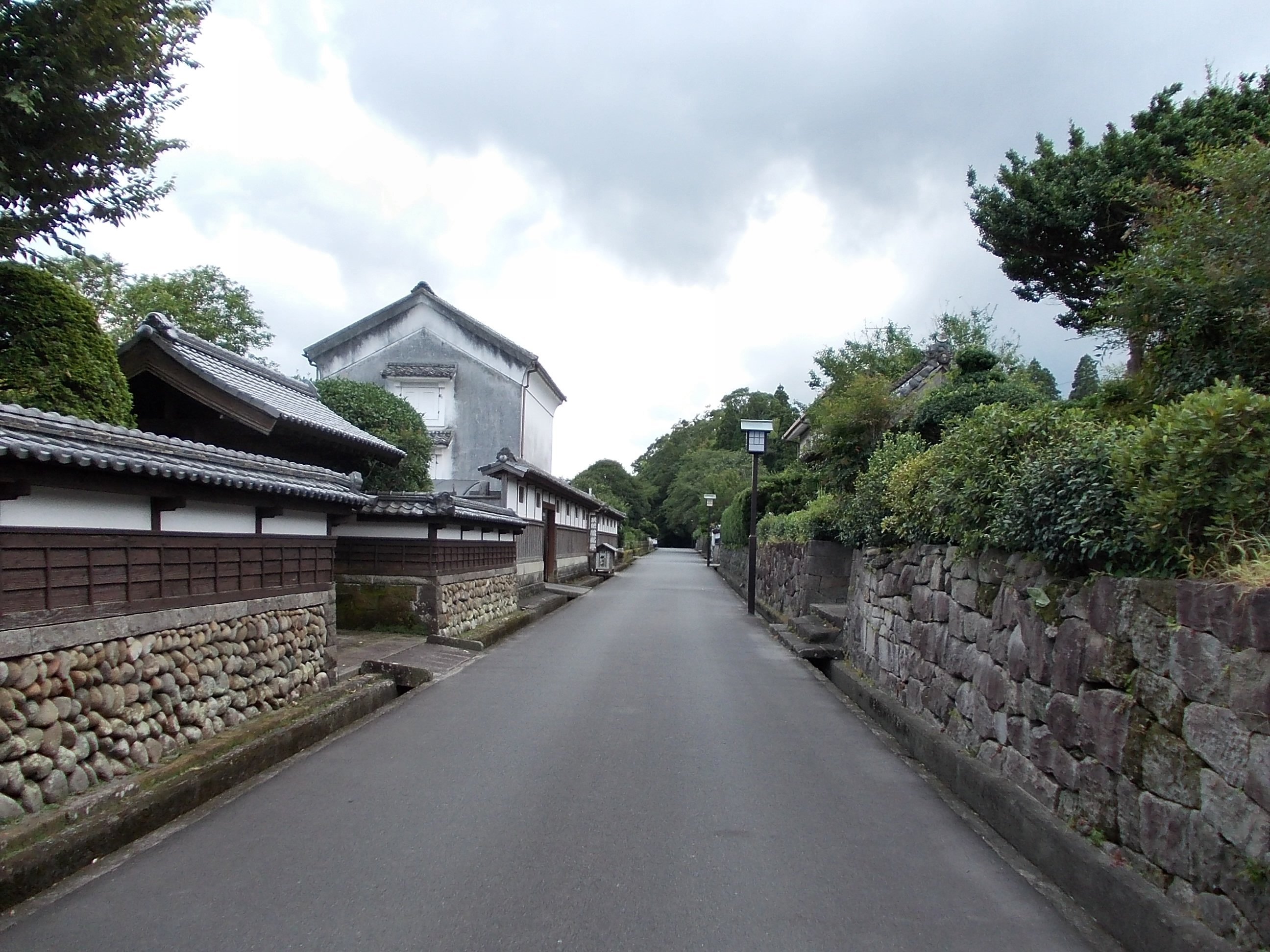
飫肥の町並み

宮崎県内では重要伝統的建造物群保存地区が3か所選定されている。
- 飫肥（日南市）
- 美々津（日向市）
- 十根川（椎葉村）

## 人物

### 県民栄誉賞受賞者
※印は県民栄誉特別賞。宮崎県県民栄誉賞の受賞者一覧（外部リンク、宮崎県総合政策部秘書広報課栄典担当）を出典とする。受賞事由などの詳細については同サイト参照のこと。
| 受賞者氏名                               | 職業                                     | 授賞年月日     |
| ---------------------------------------- | ---------------------------------------- | -------------- |
| 井上康生                                 | 柔道選手                                 | 2000年10月10日 |
| アイザック・スターン                     | ヴァイオリニスト                         | 2002年5月18日  |
| 田中幸雄                                 | プロ野球選手                             | 2007年12月27日 |
| 松田丈志                                 | 競泳選手                                 | 2008年9月1日   |
| 青木宣親                                 | プロ野球選手                             | 2009年4月8日   |
| 内田順一（35代木村庄之助）               | 大相撲行司                               | 2011年10月31日 |
| 松田丈志※                                | 競泳選手                                 | 2012年9月11日  |
| 第10回全国和牛能力共進会宮崎県推進協議会 | 第10回全国和牛能力共進会宮崎県推進協議会 | 2012年11月23日 |
| 大迫たつ子                               | プロゴルファー                           | 2016年5月10日  |
| 井上康生※                                | 柔道指導者                               | 2016年10月13日 |
| 松田丈志※                                | 競泳選手                                 | 2016年10月13日 |
| 羽賀龍之介                               | 柔道選手                                 | 2016年10月13日 |
| 第11回全国和牛能力共進会宮崎県推進協議会 | 第11回全国和牛能力共進会宮崎県推進協議会 | 2017年11月23日 |
| 青木宣親※                                | プロ野球選手                             | 2017年12月26日 |
| 井上康生※                                | 柔道指導者                               | 2021年12月17日 |
| 第12回全国和牛能力共進会宮崎県推進協議会 | 第12回全国和牛能力共進会宮崎県推進協議会 | 2022年11月27日 |
| 青木賢児                                 | 県立芸術劇場初代館長                     | 2023年12月14日 |
| 戸郷翔征                                 | プロ野球選手                             | 2024年1月10日  |
| スカイ・ブラウン                         | スケートボード選手                       | 2024年6月13日  |